# Wereldkampioenschap voetbal 2022 (kwalificatie CAF)
Namens de Afrikaanse voetbalbond CAF doen 54 landen mee om zich te kwalificeren voor het wereldkampioenschap voetbal 2022 in Qatar. Vijf landen uit Afrika plaatsen zich uiteindelijk voor dit hoofdtoernooi. De kwalificatie voor de Afrikaanse landen begon op 2 september 2019 en eindigt op 29 maart 2022.

## Format
Eerste ronde: De lager geklasseerde landen (ranking 27–54) starten in deze ronde. Steeds twee landen spelen 2 wedstrijden (uit en thuis) tegen elkaar, de winnaar kwalificeert zich voor de tweede ronde.

Tweede ronde: De hoger geklasseerde landen (ranking 1–26) stromen in deze ronde in. Die landen worden samen met de 14 winnaars uit de eerste ronde verdeeld over 10 groepen van vier landen. De winnaar van iedere groep gaat naar de derde ronde.

Derde ronde: De 10 winnaars uit de tweede ronde worden aan een ander land gekoppeld. De landen spelen een uit- en thuiswedstrijd tegen elkaar. Het land dat over die twee wedstrijden de winnaar is kwalificeert zich voor het wereldkampioenschap.

## Data
De eerste wedstrijddagen stonden aanvankelijk op een andere datum gepland. Deze dagen werden later verplaatst naar oktober en november 2020. De datums werden gewijzigd nadat de CAF bekendmaakte dat het Afrikaans kampioenschap voetbal 2021 toch in januari/februari gespeeld zou worden. Daardoor moesten ook de kwalificatiewedstrijden anders worden gepland. In augustus 2020 werd bekend dat de eerste wedstrijden uit de tweede ronde gepland staan voor mei en juni 2021. Op 6 mei 2021 werden de data van de tweede ronde weer veranderd. De speeldagen in juni 2021 kwamen te vervallen. De tweede ronde wordt gespeeld tussen september en november 2021. De derde ronde gaat naar maart 2022.
| Ronde                     | Wedstrijddag     | Data                |
| ------------------------- | ---------------- | ------------------- |
| Eerste ronde (play-off)   | Eerste wedstrijd | 4–7 september 2019  |
| Eerste ronde (play-off)   | Tweede wedstrijd | 8–10 september 2019 |
| Tweede ronde (groepsfase) | Wedstrijddag 1   | 1–4 september 2021  |
| Tweede ronde (groepsfase) | Wedstrijddag 2   | 5–8 september 2021  |
| Tweede ronde (groepsfase) | Wedstrijddag 3   | 6–9 oktober 2021    |
| Tweede ronde (groepsfase) | Wedstrijddag 4   | 10–12 oktober 2021  |
| Tweede ronde (groepsfase) | Wedstrijddag 5   | 11–13 november 2021 |
| Tweede ronde (groepsfase) | Wedstrijddag 6   | 14–16 november 2021 |
| Derde ronde (play-off)    | Eerste wedstrijd | 25 en 29 maart 2022 |
| Derde ronde (play-off)    | Tweede wedstrijd | 25 en 29 maart 2022 |

## Gekwalificeerde landen
| FIFA-lid | Kwalificatie       | Kwal. datum   | Aantal dln. (incl. 2022) | Eerste dln. | Laatste dln. | Dln. op rij | Titels (excl. 2022) | Beste prestatie |
| -------- | ------------------ | ------------- | ------------------------ | ----------- | ------------ | ----------- | ------------------- | --------------- |
| Ghana    | Winnaar play-off 1 | 29 maart 2022 | 4                        | 2006        | 2014         | 1           | 0                   | Kwartfinale     |
| Senegal  | Winnaar play-off 2 | 29 maart 2022 | 3                        | 2002        | 2018         | 2           | 0                   | Kwartfinale     |
| Kameroen | Winnaar play-off 3 | 29 maart 2022 | 8                        | 1982        | 2014         | 1           | 0                   | Kwartfinale     |
| Marokko  | Winnaar play-off 4 | 29 maart 2022 | 6                        | 1970        | 2018         | 2           | 0                   | Achtste finale  |
| Tunesië  | Winnaar play-off 5 | 29 maart 2022 | 6                        | 1978        | 2018         | 2           | 0                   | Groepsfase      |

## Deelnemers

Gekwalificeerd
Uitgeschakeld
Geen CAF-lid

Alle 54 landen die zijn aangesloten bij de FIFA nemen deel aan dit kwalificatietoernooi.
Het nationale team van Libië dreigde te worden uitgesloten vanwege de schulden die het nog had aan de voormalig coach van het team Javier Clemente. De FIFA gaf het land echter een nieuwe deadline (22 januari 2020), waardoor het toch kan starten aan het toernooi. Ook Sierra Leone dreigde niet mee te kunnen doen vanwege een schorsing, maar de FIFA hief die schorsing op tijd op.
| Starten in de tweede ronde (ranking 1–26) | Starten in de eerste ronde (ranking 27–54) |
| --- | --- |
| 1. Senegal (20) 2. Tunesië (29) 3. Nigeria (33) 4. Algerije (40) 5. Marokko (41) 6. Egypte (49) 7. Ghana (50) 8. Kameroen (53) 9. Congo-Kinshasa (56) 10. Ivoorkust (57) 11. Mali (59) 12. Burkina Faso (61) 13. Zuid-Afrika (70) 14. Guinee (75) 15. Kaapverdië (76) 16. Oeganda (80) 17. Zambia (81) 18. Benin (82) 19. Gabon (90) 20. Congo-Brazzaville (91) 21. Madagaskar (96) 22. Niger (104) 23. Libië (105) 24. Mauritanië (106) 25. Kenia (107) 26. Centraal-Afrikaanse Republiek (111) | 1. Zimbabwe (112) 2. Sierra Leone (114) 3. Mozambique (116) 4. Namibië (121) 5. Angola (122) 6. Guinee-Bissau (123) 7. Malawi (126) 8. Togo (128) 9. Soedan (129) 10. Rwanda (133) 11. Tanzania (137) 12. Equatoriaal-Guinea (139) 13. Swaziland (139) 14. Lesotho (144) 15. Comoren (146) 16. Botswana (147) 17. Burundi (148) 18. Ethiopië (150) 19. Liberia (152) 20. Mauritius (157) 21. Gambia (161) 22. Zuid-Soedan (169) 23. Tsjaad (175) 24. Sao Tomé en Principe (185) 25. Seychellen (192) 26. Djibouti (195) 27. Somalië (202) 28. Eritrea (202) |

## Eerste ronde

### Loting
De loting voor de eerste ronde vond plaats in het CAF-hoofdkantoor in Caïro, Egypte, op 29 juli 2019. De 28 deelnemende landen werden daarbij verdeeld over twee potten. De hoogst geklasseerde landen kwamen in pot A en de laagst geklasseerde in pot B. Hierbij is gekeken naar de wereldranglijst van juli 2019. (Tussen haakjes aangegeven in de tabel.)
| Pot A | Pot B |
| --- | --- |
| Zimbabwe (112) Sierra Leone (114) Mozambique (116) Namibië (121) Angola (122) Guinee-Bissau (123) Malawi (126) Togo (128) Soedan (129) Rwanda (133) Tanzania (137) Equatoriaal-Guinea (139) Swaziland (139) Lesotho (144) | Comoren (146) Botswana (147) Burundi (148) Ethiopië (150) Liberia (152) Mauritius (157) Gambia (161) Zuid-Soedan (169) Tsjaad (175) Sao Tomé en Principe (185) Seychellen (192) Djibouti (195) Somalië (202) Eritrea (202) |

Vetgedrukte landen kwalificeerden zich voor de tweede ronde.

### Wedstrijden
|                                                   |          |       |         |                                                                                         |
| 4 september 2019 «onderlinge duels» 16:00 (UTC+3) | Ethiopië | 0 – 0 | Lesotho | Bahir Dar Stadion, Bahir Dar Toeschouwers: 48.000 Scheidsrechter: Mohamed Maarouf (EGY) |
| 4 september 2019 «onderlinge duels» 16:00 (UTC+3) |          |       |         | Bahir Dar Stadion, Bahir Dar Toeschouwers: 48.000 Scheidsrechter: Mohamed Maarouf (EGY) |

|                                                   |                        |                  |                               |                                                                                   |
| 8 september 2019 «onderlinge duels» 15:00 (UTC+2) | Lesotho Seturumane 56' | 1 – 1 (1–1 agg.) | Ethiopië 50' (e.d.) Lerotholi | Setsotostadion, Maseru Toeschouwers: 15.000 Scheidsrechter: Messie Nkounkou (CGO) |
| 8 september 2019 «onderlinge duels» 15:00 (UTC+2) |                        |                  |                               | Setsotostadion, Maseru Toeschouwers: 15.000 Scheidsrechter: Messie Nkounkou (CGO) |

 Ethiopië kwalificeert zich voor de tweede ronde.
|                                                   |              |       |          | |
| 5 september 2019 «onderlinge duels» 18:00 (UTC+3) | Somalië      | 1 – 0 | Zimbabwe | El Hadj Hassan Gouled Aptidon Stadion, Djibouti (Djibouti) Toeschouwers: 4.000 Scheidsrechter: Armi Alfred Pousri (CHA) |
| 5 september 2019 «onderlinge duels» 18:00 (UTC+3) | Shakunda 86' |       |          | El Hadj Hassan Gouled Aptidon Stadion, Djibouti (Djibouti) Toeschouwers: 4.000 Scheidsrechter: Armi Alfred Pousri (CHA) |

|                                                   |                                             |                  |                     |                                                                                            |
| 8 september 2019 «onderlinge duels» 15:00 (UTC+2) | Zimbabwe Munetsi 77' Muskwe 86' Billiat 90' | 3 – 1 (3–2 agg.) | Somalië 85' Mohamed | Nationaal Stadion, Harare Toeschouwers: 13.000 Scheidsrechter: Andofetra Rakotojaona (MAD) |
| 8 september 2019 «onderlinge duels» 15:00 (UTC+2) |                                             |                  |                     | Nationaal Stadion, Harare Toeschouwers: 13.000 Scheidsrechter: Andofetra Rakotojaona (MAD) |

 Zimbabwe kwalificeert zich voor de tweede ronde.
|                                                   |              |       |                                 |                                                                                     |
| 4 september 2019 «onderlinge duels» 16:00 (UTC+3) | Eritrea      | 1 – 2 | Namibië                         | Cicerostadion, Asmara Toeschouwers: 20.000 Scheidsrechter: Mohamed Ali Moussa (NIG) |
| 4 september 2019 «onderlinge duels» 16:00 (UTC+3) | Sulieman 65' |       | 50' Shalulile 58' (e.d.) Tesfay | Cicerostadion, Asmara Toeschouwers: 20.000 Scheidsrechter: Mohamed Ali Moussa (NIG) |

|                                                    |                                      |                  |         |                                                                                    |
| 10 september 2019 «onderlinge duels» 19:00 (UTC+2) | Namibië Iimbondi 25' Shalulile 90+2' | 2 – 0 (4–1 agg.) | Eritrea | Sam Nujomastadion, Windhoek Toeschouwers: 4.200 Scheidsrechter: Roland Danon (CIV) |
| 10 september 2019 «onderlinge duels» 19:00 (UTC+2) |                                      |                  |         | Sam Nujomastadion, Windhoek Toeschouwers: 4.200 Scheidsrechter: Roland Danon (CIV) |

 Namibië kwalificeert zich voor de tweede ronde.
|                                                   |            |       |            |                                                                                                 |
| 4 september 2019 «onderlinge duels» 15:00 (UTC+2) | Burundi    | 1 – 1 | Tanzania   | Prince Louis Rwagasorestadion, Bujumbura Toeschouwers: 22.000 Scheidsrechter: Kokou Ntalé (TOG) |
| 4 september 2019 «onderlinge duels» 15:00 (UTC+2) | Amissi 81' |       | 85' Msuvan | Prince Louis Rwagasorestadion, Bujumbura Toeschouwers: 22.000 Scheidsrechter: Kokou Ntalé (TOG) |

|                                                   |                      |                         |                            |                                                                                             |
| 8 september 2019 «onderlinge duels» 16:00 (UTC+3) | Tanzania Samatta 29' | 1 – 1 (n.v.) (2–2 agg.) | Burundi 45+2' Abdul Razak  | Nationaal Stadion, Dar es Salaam Toeschouwers: 55.000 Scheidsrechter: Norman Matemera (ZIM) |
| 8 september 2019 «onderlinge duels» 16:00 (UTC+3) |                      |                         |                            | Nationaal Stadion, Dar es Salaam Toeschouwers: 55.000 Scheidsrechter: Norman Matemera (ZIM) |
| 8 september 2019 «onderlinge duels» 16:00 (UTC+3) | Strafschoppen        |                         |                            | Nationaal Stadion, Dar es Salaam Toeschouwers: 55.000 Scheidsrechter: Norman Matemera (ZIM) |
| 8 september 2019 «onderlinge duels» 16:00 (UTC+3) | Nyoni Mao Kamagi     | 3–0                     | Ngandu Berahino Bigirimana | Nationaal Stadion, Dar es Salaam Toeschouwers: 55.000 Scheidsrechter: Norman Matemera (ZIM) |

 Tanzania kwalificeert zich voor de tweede ronde.
|                                                   |                                |       |           | |
| 4 september 2019 «onderlinge duels» 18:00 (UTC+3) | Djibouti                       | 2 – 1 | Swaziland | El Hadj Hassan Gouled Aptidon Stadion, Djibouti Toeschouwers: 10.000 Scheidsrechter: Slim Belakhouas (TUN) |
| 4 september 2019 «onderlinge duels» 18:00 (UTC+3) | Mahabeh 45+4' (pen.) Hamza 74' |       | 56' Mamba | El Hadj Hassan Gouled Aptidon Stadion, Djibouti Toeschouwers: 10.000 Scheidsrechter: Slim Belakhouas (TUN) |

|                                                    |           |                  |          |                                                                                    |
| 10 september 2019 «onderlinge duels» 15:30 (UTC+2) | Swaziland | 0 – 0 (1–2 agg.) | Djibouti | Sportcenter Mavuso, Manzini Toeschouwers: 1.500 Scheidsrechter: Beida Dahane (MTN) |
| 10 september 2019 «onderlinge duels» 15:30 (UTC+2) |           |                  |          | Sportcenter Mavuso, Manzini Toeschouwers: 1.500 Scheidsrechter: Beida Dahane (MTN) |

 Djibouti kwalificeert zich voor de tweede ronde.
|                                                   |          |       |        |                                                                                            |
| 7 september 2019 «onderlinge duels» 16:00 (UTC+2) | Botswana | 0 – 0 | Malawi | Francistown Stadion, Francistown Toeschouwers: 14.000 Scheidsrechter: Anthony Ogwayo (KEN) |
| 7 september 2019 «onderlinge duels» 16:00 (UTC+2) |          |       |        | Francistown Stadion, Francistown Toeschouwers: 14.000 Scheidsrechter: Anthony Ogwayo (KEN) |

|                                                    |                         |                  |          |                                                                                    |
| 10 september 2019 «onderlinge duels» 15:00 (UTC+2) | Malawi Phiri 81' (pen.) | 1 – 0 (1–0 agg.) | Botswana | Kamazustadion, Blantyre Toeschouwers: 23.700 Scheidsrechter: Souleiman Djama (DJI) |
| 10 september 2019 «onderlinge duels» 15:00 (UTC+2) |                         |                  |          | Kamazustadion, Blantyre Toeschouwers: 23.700 Scheidsrechter: Souleiman Djama (DJI) |

 Malawi kwalificeert zich voor de tweede ronde.
|                                                 |        |           |        |                                                                                        |
| 6 september 2019 «onderlinge duels» 17:00 (UTC) | Gambia | 0 – 1     | Angola | Independence Stadium, Bakau Toeschouwers: 21.000 Scheidsrechter: Adebimpe Quadri (NGR) |
| 6 september 2019 «onderlinge duels» 17:00 (UTC) |        | 31' Carmo |        | Independence Stadium, Bakau Toeschouwers: 21.000 Scheidsrechter: Adebimpe Quadri (NGR) |

|                                                    |                              |                  |                   |                                                                                                |
| 10 september 2019 «onderlinge duels» 16:00 (UTC+1) | Angola Geraldo 41' Abreu 68' | 2 – 1 (3–1 agg.) | Gambia 65' Ceesay | Estádio 11 de Novembro, Luanda Toeschouwers: 17.000 Scheidsrechter: Jean-Marc Ganamandji (CAF) |
| 10 september 2019 «onderlinge duels» 16:00 (UTC+1) |                              |                  |                   | Estádio 11 de Novembro, Luanda Toeschouwers: 17.000 Scheidsrechter: Jean-Marc Ganamandji (CAF) |

 Angola kwalificeert zich voor de tweede ronde.
|                                                 |                                            |       |              | |
| 4 september 2019 «onderlinge duels» 16:00 (UTC) | Liberia                                    | 3 – 1 | Sierra Leone | Samuel Kanyon Doe Sportcomplex, Monrovia Toeschouwers: 40.000 Scheidsrechter: Louis Houngnandande (BEN) |
| 4 september 2019 «onderlinge duels» 16:00 (UTC) | Tisdell 18' Sangare 82' (pen.) Johnson 88' |       | 56' Quee     | Samuel Kanyon Doe Sportcomplex, Monrovia Toeschouwers: 40.000 Scheidsrechter: Louis Houngnandande (BEN) |

|                                                 |                         |                  |         |                                                                                      |
| 8 september 2019 «onderlinge duels» 16:30 (UTC) | Sierra Leone Kamara 55' | 1 – 0 (2–3 agg.) | Liberia | Nationaal Stadion, Freetown Toeschouwers: 43.000 Scheidsrechter: Jean Ouattara (BFA) |
| 8 september 2019 «onderlinge duels» 16:30 (UTC) |                         |                  |         | Nationaal Stadion, Freetown Toeschouwers: 43.000 Scheidsrechter: Jean Ouattara (BFA) |

 Liberia kwalificeert zich voor de tweede ronde.
|                                                   |           |             |            |                                                                                   |
| 4 september 2019 «onderlinge duels» 18:30 (UTC+4) | Mauritius | 0 – 1       | Mozambique | Anjalay Stadion, Mapou Toeschouwers: 5.700 Scheidsrechter: Georges Gatogato (BDI) |
| 4 september 2019 «onderlinge duels» 18:30 (UTC+4) |           | 10' Telinho |            | Anjalay Stadion, Mapou Toeschouwers: 5.700 Scheidsrechter: Georges Gatogato (BDI) |

|                                                    |                                        |                  |           |                                                                                  |
| 10 september 2019 «onderlinge duels» 16:00 (UTC+2) | Mozambique Clésio 6' Catamo 77' (pen.) | 2 – 0 (3–0 agg.) | Mauritius | Estádio do Zimpeto, Maputo Toeschouwers: 1.900 Scheidsrechter: Brian Miiro (UGA) |
| 10 september 2019 «onderlinge duels» 16:00 (UTC+2) |                                        |                  |           | Estádio do Zimpeto, Maputo Toeschouwers: 1.900 Scheidsrechter: Brian Miiro (UGA) |

 Mozambique kwalificeert zich voor de tweede ronde.
|                                                 |                      |                 |               |                                                                                            |
| 4 september 2019 «onderlinge duels» 15:30 (UTC) | Sao Tomé en Principe | 0 – 1           | Guinee-Bissau | Estádio Nacional 12 de Julho, Sao Tomé Toeschouwers: 4.000 Scheidsrechter: João Goma (ANG) |
| 4 september 2019 «onderlinge duels» 15:30 (UTC) |                      | 85' (pen.) Nanu |               | Estádio Nacional 12 de Julho, Sao Tomé Toeschouwers: 4.000 Scheidsrechter: João Goma (ANG) |

|                                                  |                               |                  |                                  |                                                                                          |
| 10 september 2019 «onderlinge duels» 16:30 (UTC) | Guinee-Bissau Mendes 66', 77' | 2 – 1 (3–1 agg.) | Sao Tomé en Principe 12' Iniesta | Estádio 24 de Setembro, Bissau Toeschouwers: 20.000 Scheidsrechter: Daudu Williams (SLE) |
| 10 september 2019 «onderlinge duels» 16:30 (UTC) |                               |                  |                                  | Estádio 24 de Setembro, Bissau Toeschouwers: 20.000 Scheidsrechter: Daudu Williams (SLE) |

 Guinee-Bissau kwalificeert zich voor de tweede ronde.
|                                                   |                      |       |                    | |
| 4 september 2019 «onderlinge duels» 16:00 (UTC+3) | Zuid-Soedan          | 1 – 1 | Equatoriaal-Guinea | Al-Hilalstadion, Omdurman (Soedan) Toeschouwers: 2.000 Scheidsrechter: Abdulwahid Huraywidah (LIB) |
| 4 september 2019 «onderlinge duels» 16:00 (UTC+3) | Niko Kata 75' (e.d.) |       | 34' Meseguer       | Al-Hilalstadion, Omdurman (Soedan) Toeschouwers: 2.000 Scheidsrechter: Abdulwahid Huraywidah (LIB) |

|                                                   |                             |                  |             |                                                                                              |
| 8 september 2019 «onderlinge duels» 17:00 (UTC+1) | Equatoriaal-Guinea Nsue 72' | 1 – 0 (2–1 agg.) | Zuid-Soedan | Nuevo Estadio de Malabo, Malabo Toeschouwers: 6.700 Scheidsrechter: Mahmood Ali Ismail (SUD) |
| 8 september 2019 «onderlinge duels» 17:00 (UTC+1) |                             |                  |             | Nuevo Estadio de Malabo, Malabo Toeschouwers: 6.700 Scheidsrechter: Mahmood Ali Ismail (SUD) |

Equatoriaal-Guinea kwalificeert zich voor de tweede ronde.
|                                                   |             |       |          |                                                                               |
| 6 september 2019 «onderlinge duels» 15:00 (UTC+3) | Comoren     | 1 – 1 | Togo     | Stade de Beaumer, Moroni Toeschouwers: 3.000 Scheidsrechter: Elly Sasii (TAN) |
| 6 september 2019 «onderlinge duels» 15:00 (UTC+3) | Djoudja 49' |       | 34' Laba | Stade de Beaumer, Moroni Toeschouwers: 3.000 Scheidsrechter: Elly Sasii (TAN) |

|                                                  |                                   |                  |         |                                                                              |
| 10 september 2019 «onderlinge duels» 16:00 (UTC) | Togo M'Dahoma 10' (e.d.) Sunu 71' | 2 – 0 (3–1 agg.) | Comoren | Stade de Kégué, Lomé Toeschouwers: 25.000 Scheidsrechter: Pierre Atcho (GAB) |
| 10 september 2019 «onderlinge duels» 16:00 (UTC) |                                   |                  |         | Stade de Kégué, Lomé Toeschouwers: 25.000 Scheidsrechter: Pierre Atcho (GAB) |

 Togo kwalificeert zich voor de tweede ronde.
|                                                   |                       |       |                    | |
| 5 september 2019 «onderlinge duels» 15:30 (UTC+1) | Tsjaad                | 1 – 3 | Soedan             | Stade Omnisports Idriss Mahamat Ouya, Ndjamena Toeschouwers: 30.000 Scheidsrechter: Bangaly Konate (GUI) |
| 5 september 2019 «onderlinge duels» 15:30 (UTC+1) | N'Douassel 85' (pen.) |       | 13', 67', 74' Agab | Stade Omnisports Idriss Mahamat Ouya, Ndjamena Toeschouwers: 30.000 Scheidsrechter: Bangaly Konate (GUI) |

|                                                    |        |                  |        |                                                                                     |
| 10 september 2019 «onderlinge duels» 19:00 (UTC+2) | Soedan | 0 – 0 (3–1 agg.) | Tsjaad | Al-Merrikh Stadion, Omdurman Toeschouwers: 17.500 Scheidsrechter: Nelson Fred (SEY) |
| 10 september 2019 «onderlinge duels» 19:00 (UTC+2) |        |                  |        | Al-Merrikh Stadion, Omdurman Toeschouwers: 17.500 Scheidsrechter: Nelson Fred (SEY) |

 Soedan kwalificeert zich voor de tweede ronde.
|                                                   |            |                                       |        |                                                                                |
| 5 september 2019 «onderlinge duels» 16:00 (UTC+4) | Seychellen | 0 – 3                                 | Rwanda | Stade Linité, Victoria Toeschouwers: 1.300 Scheidsrechter: Belay Tadesse (ETH) |
| 5 september 2019 «onderlinge duels» 16:00 (UTC+4) |            | 32' Hakizimana 36' Mukunzi 80' Kagere |        | Stade Linité, Victoria Toeschouwers: 1.300 Scheidsrechter: Belay Tadesse (ETH) |

|                                                    |                                                                                   |                   |            |                                                                                   |
| 10 september 2019 «onderlinge duels» 18:00 (UTC+2) | Rwanda Bizimana 16' Kagere 27', 51' Tuyisenge 29', 34' Mukunzi 57' Hakizimana 79' | 7 – 0 (10–0 agg.) | Seychellen | Nyamirambostadion, Kigali Toeschouwers: 20.000 Scheidsrechter: Tsegay Mogos (ERI) |
| 10 september 2019 «onderlinge duels» 18:00 (UTC+2) |                                                                                   |                   |            | Nyamirambostadion, Kigali Toeschouwers: 20.000 Scheidsrechter: Tsegay Mogos (ERI) |

 Rwanda kwalificeert zich voor de tweede ronde.

## Tweede ronde

### Loting
De loting voor de tweede ronde vond plaats op 21 januari 2020 om 19:00 (UTC+2), in het Ritz-Carltonhotel in Caïro, Egypte. Bij de loting werden de landen verdeeld in 4 potten, waarbij rekening werd gehouden met de FIFA wereldranglijst van december 2019.
| Pot 1 | Pot 2 | Pot 3 | Pot 4 |
| --- | --- | --- | --- |
| Senegal (20) Tunesië (27) Nigeria (31) Algerije (35) Marokko (43) Ghana (47) Egypte (51) Kameroen (53) Mali (56) Congo-Kinshasa (56) | Burkina Faso (59) Ivoorkust (61) Zuid-Afrika (71) Guinee (74) Oeganda (77) Kaapverdië (78) Gabon (83) Benin (84) Zambia (88) Congo-Brazzaville (89) | Madagaskar (91) Mauritanië (100) Libië (101) Mozambique (105)† Kenia (106) Centraal-Afrikaanse Republiek (109) Zimbabwe (111)† Niger (112) Namibië (117)† Guinee-Bissau (118)† | Malawi (123)† Angola (124)† Togo (126)† Soedan (128)† Rwanda (131)† Tanzania (134)† Equatoriaal-Guinea (145)† Ethiopië (146)† Liberia (152)† Djibouti (184)† |

† Landen die hebben deelgenomen aan de eerste speelronde.

```
Vet
gedrukte landen kwalificeerden zich voor de derde ronde.
```

### Groep A
| Pos | Team         | Wed | W | G | V | Ptn | DV | DT | +/− | Kwalificatie                       |       | Vlag van Algerije | Vlag van Burkina Faso | Vlag van Niger | Vlag van Djibouti |
| --- | ------------ | --- | - | - | - | --- | -- | -- | --- | ---------------------------------- | ----- | ----------------- | --------------------- | -------------- | ----------------- |
| 1   | Algerije     | 6   | 4 | 2 | 0 | 14  | 25 | 4  | +21 | Gekwalificeerd voor de derde ronde |       |                   | 2 – 2                 | 6 – 1          | 8 – 0             |
| 2   | Burkina Faso | 6   | 3 | 3 | 0 | 12  | 12 | 4  | +8  |                                    |       | 1 – 1             |                       | 1 – 1          | 2 – 0             |
| 3   | Niger        | 6   | 2 | 1 | 3 | 7   | 13 | 17 | −4  |                                    | 0 – 4 | 0 – 2             |                       | 7 – 2          |                   |
| 4   | Djibouti     | 6   | 0 | 0 | 6 | 0   | 4  | 29 | −25 |                                    | 0 – 4 | 0 – 4             | 2 – 4                 |                |                   |

|                                                   |       |         |                                 |                                                                                               |
| 2 september 2021 «onderlinge duels» 17:00 (UTC+1) | Niger | 0 – 2   | Burkina Faso                    | Stade de Marrakech, Marrakesh (Marokko) Toeschouwers: 0 Scheidsrechter: Samuel Uwikunda (RWA) |
| 2 september 2021 «onderlinge duels» 17:00 (UTC+1) |       | Verslag | 76' (pen.) L. Traoré 79' Konaté | Stade de Marrakech, Marrakesh (Marokko) Toeschouwers: 0 Scheidsrechter: Samuel Uwikunda (RWA) |

|                                                   |                                                                                              |         |          |                                                                                        |
| 2 september 2021 «onderlinge duels» 20:00 (UTC+1) | Algerije                                                                                     | 8 – 0   | Djibouti | Mustapha Tchakerstadion, Blida Toeschouwers: 0 Scheidsrechter: Blaise Yuven Ngwa (CMR) |
| 2 september 2021 «onderlinge duels» 20:00 (UTC+1) | Slimani 5', 25' (pen.), 46', 53' Bensebaini 27' Bounedjah 40' (pen.) Mahrez 67' Zerrouki 69' | Verslag |          | Mustapha Tchakerstadion, Blida Toeschouwers: 0 Scheidsrechter: Blaise Yuven Ngwa (CMR) |

|                                                   |                          |         |                                                          |                                                                                            |
| 6 september 2021 «onderlinge duels» 14:00 (UTC+1) | Djibouti                 | 2 – 4   | Niger                                                    | Stade Moulay Abdallah, Rabat (Marokko) Toeschouwers: 0 Scheidsrechter: Celso Alvação (MOZ) |
| 6 september 2021 «onderlinge duels» 14:00 (UTC+1) | Farah Ali 32' Hassan 90' | Verslag | 49', 56' Adebayor 65' (pen.) Wonkoye 68' Sabo 83' Adamou | Stade Moulay Abdallah, Rabat (Marokko) Toeschouwers: 0 Scheidsrechter: Celso Alvação (MOZ) |

|                                                   |              |         |              |                                                                                            |
| 7 september 2021 «onderlinge duels» 20:00 (UTC+1) | Burkina Faso | 1 – 1   | Algerije     | Stade de Marrakech, Marrakesh (Marokko) Toeschouwers: 0 Scheidsrechter: Joshua Bondo (BOT) |
| 7 september 2021 «onderlinge duels» 20:00 (UTC+1) | Tapsoba 64'  | Verslag | 18' Feghouli | Stade de Marrakech, Marrakesh (Marokko) Toeschouwers: 0 Scheidsrechter: Joshua Bondo (BOT) |

|                                                 |                                                                                  |         |           |                                                                                            |
| 8 oktober 2021 «onderlinge duels» 20:00 (UTC+1) | Algerije                                                                         | 6 – 1   | Niger     | Mustapha Tchakerstadion, Blida Toeschouwers: 0 Scheidsrechter: Daniel Nii Ayi Laryea (GHA) |
| 8 oktober 2021 «onderlinge duels» 20:00 (UTC+1) | Mahrez 27', 60' (pen.) Oumarou 47' (e.d.) Souleymane 70' (e.d.) Slimani 76', 88' | Verslag | 50' Sosah | Mustapha Tchakerstadion, Blida Toeschouwers: 0 Scheidsrechter: Daniel Nii Ayi Laryea (GHA) |

|                                                 |          |         |                                          |                                                                                           |
| 8 oktober 2021 «onderlinge duels» 20:00 (UTC+1) | Djibouti | 0 – 4   | Burkina Faso                             | Stade de Marrakech, Marrakesh (Marokko) Toeschouwers: 0 Scheidsrechter: Ali Sabilla (UGA) |
| 8 oktober 2021 «onderlinge duels» 20:00 (UTC+1) |          | Verslag | 45+2', 48' Tapsoba 51' Kaboré 60' Konaté | Stade de Marrakech, Marrakesh (Marokko) Toeschouwers: 0 Scheidsrechter: Ali Sabilla (UGA) |

|                                                  |                      |         |           |                                                                                             |
| 11 oktober 2021 «onderlinge duels» 17:00 (UTC+1) | Burkina Faso         | 2 – 0   | Djibouti  | Stade de Marrakech, Marrakesh (Marokko) Toeschouwers: 0 Scheidsrechter: Hassen Corneh (LIB) |
| 11 oktober 2021 «onderlinge duels» 17:00 (UTC+1) | Dayo 30' Tapsoba 63' | Verslag | 67' Daher | Stade de Marrakech, Marrakesh (Marokko) Toeschouwers: 0 Scheidsrechter: Hassen Corneh (LIB) |

|                                                  |       |         |                                                 |                                                                                        |
| 12 oktober 2021 «onderlinge duels» 17:00 (UTC+1) | Niger | 0 – 4   | Algerije                                        | Stade Général Seyni Kountché, Niamey Toeschouwers: 2.000 Scheidsrechter: Issa Sy (SEN) |
| 12 oktober 2021 «onderlinge duels» 17:00 (UTC+1) |       | Verslag | 21' Mahrez 33' Mandi 48' Bennacer 54' Bounedjah | Stade Général Seyni Kountché, Niamey Toeschouwers: 2.000 Scheidsrechter: Issa Sy (SEN) |

|                                                   |                 |         |                    |                                                                                             |
| 12 november 2021 «onderlinge duels» 13:00 (UTC+1) | Burkina Faso    | 1 – 1   | Niger              | Stade de Marrakech, Marrakesh (Marokko) Toeschouwers: 0 Scheidsrechter: Samir Guezzaz (MAR) |
| 12 november 2021 «onderlinge duels» 13:00 (UTC+1) | Dayo 55' (pen.) | Verslag | 34' (pen.) Oumarou | Stade de Marrakech, Marrakesh (Marokko) Toeschouwers: 0 Scheidsrechter: Samir Guezzaz (MAR) |

|                                                   |          |         |                                                   |                                                                                               |
| 12 november 2021 «onderlinge duels» 16:00 (UTC+2) | Djibouti | 0 – 4   | Algerije                                          | Cairostadion, Caïro (Egypte) Toeschouwers: 0 Scheidsrechter: Djindo Louis Houngnandande (BEN) |
| 12 november 2021 «onderlinge duels» 16:00 (UTC+2) |          | Verslag | 29' Belaïli 40' Benrahma 42' Feghouli 87' Slimani | Cairostadion, Caïro (Egypte) Toeschouwers: 0 Scheidsrechter: Djindo Louis Houngnandande (BEN) |

|                                                   |                                                                 |         |                          | |
| 15 november 2021 «onderlinge duels» 17:00 (UTC+1) | Niger                                                           | 7 – 2   | Djibouti                 | Stade Général Seyni Kountché, Niamey Toeschouwers: 3.000 Scheidsrechter: Mohamed Youssouf Athoumani (COM) |
| 15 november 2021 «onderlinge duels» 17:00 (UTC+1) | Adebayor 14', 36', 75' Wonkoye 62' Sosah 64' Djibrilla 85', 87' | Verslag | 33' Ahmed 84' Siad Isman | Stade Général Seyni Kountché, Niamey Toeschouwers: 3.000 Scheidsrechter: Mohamed Youssouf Athoumani (COM) |

|                                                   |                         |         |                            |                                                                                        |
| 16 november 2021 «onderlinge duels» 17:00 (UTC+1) | Algerije                | 2 – 2   | Burkina Faso               | Mustapha Tchakerstadion, Blida Toeschouwers: 17.000 Scheidsrechter: Victor Gomes (RSA) |
| 16 november 2021 «onderlinge duels» 17:00 (UTC+1) | Mahrez 21' Feghouli 68' | Verslag | 37' Sanogo 84' (pen.) Dayo | Mustapha Tchakerstadion, Blida Toeschouwers: 17.000 Scheidsrechter: Victor Gomes (RSA) |

### Groep B
| Pos | Team               | Wed | W | G | V | Ptn | DV | DT | +/− | Kwalificatie                       |       | Vlag van Tunesië | Vlag van Equatoriaal-Guinea | Vlag van Zambia | Vlag van Mauritanië |
| --- | ------------------ | --- | - | - | - | --- | -- | -- | --- | ---------------------------------- | ----- | ---------------- | --------------------------- | --------------- | ------------------- |
| 1   | Tunesië            | 6   | 4 | 1 | 1 | 13  | 11 | 2  | +9  | Gekwalificeerd voor de derde ronde |       |                  | 3 – 0                       | 3 – 1           | 3 – 0               |
| 2   | Equatoriaal-Guinea | 6   | 3 | 2 | 1 | 11  | 6  | 5  | +1  |                                    |       | 1 – 0            |                             | 2 – 0           | 1 – 0               |
| 3   | Zambia             | 6   | 2 | 1 | 3 | 7   | 8  | 9  | −1  |                                    | 0 – 2 | 1 – 1            |                             | 4 – 0           |                     |
| 4   | Mauritanië         | 6   | 0 | 2 | 4 | 2   | 2  | 11 | −9  |                                    | 0 – 0 | 1 – 1            | 1 – 2                       |                 |                     |

|                                                 |            |         |                     |                                                                                       |
| 3 september 2021 «onderlinge duels» 16:00 (UTC) | Mauritanië | 1 – 2   | Zambia              | Stade Olympique, Nouakchott Toeschouwers: 0 Scheidsrechter: Ibrahim Nour El Din (EGY) |
| 3 september 2021 «onderlinge duels» 16:00 (UTC) | Niass 69'  | Verslag | 10' Mwepu 57' Mumba | Stade Olympique, Nouakchott Toeschouwers: 0 Scheidsrechter: Ibrahim Nour El Din (EGY) |

|                                                   |                                        |         |                    |                                                                                                   |
| 3 september 2021 «onderlinge duels» 20:00 (UTC+1) | Tunesië                                | 3 – 0   | Equatoriaal-Guinea | Stade Olympique Hammadi Agrebi, Radès Toeschouwers: 0 Scheidsrechter: Daniel Laryea Nii Ayi (GHA) |
| 3 september 2021 «onderlinge duels» 20:00 (UTC+1) | Bronn 54' Skhiri 78' Khazri 82' (pen.) | Verslag |                    | Stade Olympique Hammadi Agrebi, Radès Toeschouwers: 0 Scheidsrechter: Daniel Laryea Nii Ayi (GHA) |

|                                                   |        |         |                                    |                                                                                           |
| 7 september 2021 «onderlinge duels» 15:00 (UTC+2) | Zambia | 0 – 2   | Tunesië                            | Levy Mwanawasastadion, Ndola Toeschouwers: 5.000 Scheidsrechter: Eric Otogo-Castane (GAB) |
| 7 september 2021 «onderlinge duels» 15:00 (UTC+2) |        | Verslag | 8' (pen.) Khazri 90+2' Ben Slimane | Levy Mwanawasastadion, Ndola Toeschouwers: 5.000 Scheidsrechter: Eric Otogo-Castane (GAB) |

|                                                   |                    |         |            |                                                                                                  |
| 7 september 2021 «onderlinge duels» 17:00 (UTC+1) | Equatoriaal-Guinea | 1 – 0   | Mauritanië | Nuevo Estadio de Malabo, Malabo Toeschouwers: 0 Scheidsrechter: Hélder Martins de Carvalho (ANG) |
| 7 september 2021 «onderlinge duels» 17:00 (UTC+1) | Iban 59' (pen.)    | Verslag |            | Nuevo Estadio de Malabo, Malabo Toeschouwers: 0 Scheidsrechter: Hélder Martins de Carvalho (ANG) |

|                                                 |                    |         |        |                                                                                             |
| 7 oktober 2021 «onderlinge duels» 17:00 (UTC+1) | Equatoriaal-Guinea | 2 – 0   | Zambia | Nuevo Estadio de Malabo, Malabo Toeschouwers: 0 Scheidsrechter: Noureddine El Jaafari (MAR) |
| 7 oktober 2021 «onderlinge duels» 17:00 (UTC+1) | Coco 35' Nsue 88'  | Verslag |        | Nuevo Estadio de Malabo, Malabo Toeschouwers: 0 Scheidsrechter: Noureddine El Jaafari (MAR) |

|                                                 |                                  |         |            |                                                                                                   |
| 7 oktober 2021 «onderlinge duels» 20:00 (UTC+1) | Tunesië                          | 3 – 0   | Mauritanië | Stade Olympique Hammadi Agrebi, Radès Toeschouwers: 0 Scheidsrechter: Bamlak Tessema Weyesa (ETH) |
| 7 oktober 2021 «onderlinge duels» 20:00 (UTC+1) | Skhiri 15' Khazri 42' Jaziri 86' | Verslag |            | Stade Olympique Hammadi Agrebi, Radès Toeschouwers: 0 Scheidsrechter: Bamlak Tessema Weyesa (ETH) |

|                                                  |               |         |                    |                                                                                           |
| 10 oktober 2021 «onderlinge duels» 18:00 (UTC+2) | Zambia        | 1 – 1   | Equatoriaal-Guinea | National Heroes Stadium, Lusaka Toeschouwers: 45.000 Scheidsrechter: Bakary Gassama (GAM) |
| 10 oktober 2021 «onderlinge duels» 18:00 (UTC+2) | F. Sakala 65' | Verslag | 82' Bikoro         | National Heroes Stadium, Lusaka Toeschouwers: 45.000 Scheidsrechter: Bakary Gassama (GAM) |

|                                                |            |       |         |                                                                                       |
| 10 oktober 2021 «onderlinge duels» 19:00 (UTC) | Mauritanië | 0 – 0 | Tunesië | Stade Olympique, Nouakchott Toeschouwers: 500 Scheidsrechter: Mehdi Abid Charef (ALG) |
| 10 oktober 2021 «onderlinge duels» 19:00 (UTC) | Verslag    |       |         | Stade Olympique, Nouakchott Toeschouwers: 500 Scheidsrechter: Mehdi Abid Charef (ALG) |

|                                                   |                                           |         |            | |
| 13 november 2021 «onderlinge duels» 15:00 (UTC+2) | Zambia                                    | 4 – 0   | Mauritanië | National Heroes Stadium, Lusaka Toeschouwers: 5.000 Scheidsrechter: Mahmood Ali Mahmood Ismail (SUD) |
| 13 november 2021 «onderlinge duels» 15:00 (UTC+2) | Daka 34' F. Sakala 37', 45+1' (pen.), 63' | Verslag |            | National Heroes Stadium, Lusaka Toeschouwers: 5.000 Scheidsrechter: Mahmood Ali Mahmood Ismail (SUD) |

|                                                   |                    |         |         |                                                                                       |
| 13 november 2021 «onderlinge duels» 17:00 (UTC+1) | Equatoriaal-Guinea | 1 – 0   | Tunesië | Nuevo Estadio de Malabo, Malabo Toeschouwers: 500 Scheidsrechter: Boubou Traoré (MLI) |
| 13 november 2021 «onderlinge duels» 17:00 (UTC+1) | Ganet 84'          | Verslag |         | Nuevo Estadio de Malabo, Malabo Toeschouwers: 500 Scheidsrechter: Boubou Traoré (MLI) |

|                                                   |                                     |         |               | |
| 16 november 2021 «onderlinge duels» 20:00 (UTC+1) | Tunesië                             | 3 – 1   | Zambia        | Stade Olympique Hammadi Agrebi, Radès Toeschouwers: 0 Scheidsrechter: Pacifique Ndabihawenimana (BDI) |
| 16 november 2021 «onderlinge duels» 20:00 (UTC+1) | Laïdouni 18' Dräger 31' Maâloul 43' | Verslag | 80' F. Sakala | Stade Olympique Hammadi Agrebi, Radès Toeschouwers: 0 Scheidsrechter: Pacifique Ndabihawenimana (BDI) |

|                                                 |            |         |                    |                                                                                             |
| 16 november 2021 «onderlinge duels» 19:00 (UTC) | Mauritanië | 1 – 1   | Equatoriaal-Guinea | Stade Olympique, Nouakchott Toeschouwers: 500 Scheidsrechter: Ahmad Imtehaz Heeralall (MRI) |
| 16 november 2021 «onderlinge duels» 19:00 (UTC) | Kamara 22' | Verslag | 59' Coco           | Stade Olympique, Nouakchott Toeschouwers: 500 Scheidsrechter: Ahmad Imtehaz Heeralall (MRI) |

### Groep C
| Pos | Team                          | Wed | W | G | V | Ptn | DV | DT | +/− | Kwalificatie                       |       | Vlag van Nigeria | Vlag van Kaapverdië | Vlag van Liberia | Vlag van Centraal-Afrikaanse Republiek |
| --- | ----------------------------- | --- | - | - | - | --- | -- | -- | --- | ---------------------------------- | ----- | ---------------- | ------------------- | ---------------- | -------------------------------------- |
| 1   | Nigeria                       | 6   | 4 | 1 | 1 | 13  | 9  | 3  | +6  | Gekwalificeerd voor de derde ronde |       |                  | 1 – 1               | 2 – 0            | 0 – 1                                  |
| 2   | Kaapverdië                    | 6   | 3 | 2 | 1 | 11  | 8  | 6  | +2  |                                    |       | 1 – 2            |                     | 1 – 0            | 2 – 1                                  |
| 3   | Liberia                       | 6   | 2 | 0 | 4 | 6   | 5  | 8  | −3  |                                    | 0 – 2 | 1 – 2            |                     | 3 – 1            |                                        |
| 4   | Centraal-Afrikaanse Republiek | 6   | 1 | 1 | 4 | 4   | 4  | 9  | −5  |                                    | 0 – 2 | 1 – 1            | 0 – 1               |                  |                                        |

|                                                   |                               |         |                |                                                                                                 |
| 1 september 2021 «onderlinge duels» 14:00 (UTC+1) | Centraal-Afrikaanse Republiek | 1 – 1   | Kaapverdië     | Stade de la Réunification, Douala (Kameroen) Toeschouwers: 0 Scheidsrechter: Peter Waweru (KEN) |
| 1 september 2021 «onderlinge duels» 14:00 (UTC+1) | Toropité 53'                  | Verslag | 36' J. Tavares | Stade de la Réunification, Douala (Kameroen) Toeschouwers: 0 Scheidsrechter: Peter Waweru (KEN) |

|                                                   |                    |         |         |                                                                                                 |
| 3 september 2021 «onderlinge duels» 17:00 (UTC+1) | Nigeria            | 2 – 0   | Liberia | Teslim Balogunstadion, Lagos Toeschouwers: 5.000 Scheidsrechter: Kouassi Attisso Attiogbe (TOG) |
| 3 september 2021 «onderlinge duels» 17:00 (UTC+1) | Iheanacho 22', 44' | Verslag |         | Teslim Balogunstadion, Lagos Toeschouwers: 5.000 Scheidsrechter: Kouassi Attisso Attiogbe (TOG) |

|                                                 |                               |         |             |                                                                                                  |
| 6 september 2021 «onderlinge duels» 16:00 (UTC) | Centraal-Afrikaanse Republiek | 0 – 1   | Liberia     | Samuel Kanyon Doe Sportcomplex, Monrovia Toeschouwers: 0 Scheidsrechter: Sekou Ahmed Touré (GUI) |
| 6 september 2021 «onderlinge duels» 16:00 (UTC) |                               | Verslag | 86' Sherman | Samuel Kanyon Doe Sportcomplex, Monrovia Toeschouwers: 0 Scheidsrechter: Sekou Ahmed Touré (GUI) |

|                                                   |                |         |                                     |                                                                                               |
| 7 september 2021 «onderlinge duels» 15:00 (UTC−1) | Kaapverdië     | 1 – 2   | Nigeria                             | Estádio Municipal Aderito Sena, Mindelo Toeschouwers: 500 Scheidsrechter: Samir Guezzaz (MAR) |
| 7 september 2021 «onderlinge duels» 15:00 (UTC−1) | D. Tavares 19' | Verslag | 30' Osimhen 76' (e.d.) Rocha Santos | Estádio Municipal Aderito Sena, Mindelo Toeschouwers: 500 Scheidsrechter: Samir Guezzaz (MAR) |

|                                               |              |         |                              |                                                                                         |
| 7 oktober 2021 «onderlinge duels» 13:00 (UTC) | Liberia      | 1 – 2   | Kaapverdië                   | Accra Sports Stadium, Accra (Ghana) Toeschouwers: 0 Scheidsrechter: Jean Ouattara (BFA) |
| 7 oktober 2021 «onderlinge duels» 13:00 (UTC) | Harmon 45+3' | Verslag | 52' Monteiro 90+2' Rodrigues | Accra Sports Stadium, Accra (Ghana) Toeschouwers: 0 Scheidsrechter: Jean Ouattara (BFA) |

|                                                 |         |         |                               |                                                                                       |
| 7 oktober 2021 «onderlinge duels» 17:00 (UTC+1) | Nigeria | 0 – 1   | Centraal-Afrikaanse Republiek | Teslim Balogunstadion, Lagos Toeschouwers: 5.000 Scheidsrechter: Abdelaziz Bouh (MTN) |
| 7 oktober 2021 «onderlinge duels» 17:00 (UTC+1) |         | Verslag | 90+1' Namnganda               | Teslim Balogunstadion, Lagos Toeschouwers: 5.000 Scheidsrechter: Abdelaziz Bouh (MTN) |

|                                                  |                               |         |                           |                                                                                         |
| 10 oktober 2021 «onderlinge duels» 14:00 (UTC+1) | Centraal-Afrikaanse Republiek | 0 – 2   | Nigeria                   | Limbestadion, Limbe (Kameroen) Toeschouwers: 450 Scheidsrechter: Louis Hakizimana (RWA) |
| 10 oktober 2021 «onderlinge duels» 14:00 (UTC+1) |                               | Verslag | 29' Balogun 45+1' Osimhen | Limbestadion, Limbe (Kameroen) Toeschouwers: 450 Scheidsrechter: Louis Hakizimana (RWA) |

|                                                  |            |         |         | |
| 10 oktober 2021 «onderlinge duels» 15:00 (UTC−1) | Kaapverdië | 1 – 0   | Liberia | Estádio Municipal Aderito Sena, Mindelo Toeschouwers: 2.000 Scheidsrechter: Mohamed Ali Moussa (NIG) |
| 10 oktober 2021 «onderlinge duels» 15:00 (UTC−1) | Mendes 90' | Verslag |         | Estádio Municipal Aderito Sena, Mindelo Toeschouwers: 2.000 Scheidsrechter: Mohamed Ali Moussa (NIG) |

|                                                   |         |         |                                      |                                                                                            |
| 13 november 2021 «onderlinge duels» 17:00 (UTC+1) | Liberia | 0 – 2   | Nigeria                              | Stade Ibn Batouta, Tanger (Marokko) Toeschouwers: 0 Scheidsrechter: Youssef Essrayri (TUN) |
| 13 november 2021 «onderlinge duels» 17:00 (UTC+1) |         | Verslag | 15' (pen.) Osimhen 90+4' (pen.) Musa | Stade Ibn Batouta, Tanger (Marokko) Toeschouwers: 0 Scheidsrechter: Youssef Essrayri (TUN) |

|                                                   |                            |         |                               | |
| 13 november 2021 «onderlinge duels» 15:00 (UTC−1) | Kaapverdië                 | 2 – 1   | Centraal-Afrikaanse Republiek | Estádio Municipal Aderito Sena, Mindelo Toeschouwers: 3.000 Scheidsrechter: Daniel Nii Ayi Laryea (GHA) |
| 13 november 2021 «onderlinge duels» 15:00 (UTC−1) | J. Tavares 51' Stopira 75' | Verslag | 11' Ngoma                     | Estádio Municipal Aderito Sena, Mindelo Toeschouwers: 3.000 Scheidsrechter: Daniel Nii Ayi Laryea (GHA) |

|                                                   |            |         |            |                                                                                         |
| 16 november 2021 «onderlinge duels» 17:00 (UTC+1) | Nigeria    | 1 – 1   | Kaapverdië | Teslim Balogunstadion, Lagos Toeschouwers: 8.000 Scheidsrechter: Mustapha Ghorbal (ALG) |
| 16 november 2021 «onderlinge duels» 17:00 (UTC+1) | Osimhen 1' | Verslag | 5' Stopira | Teslim Balogunstadion, Lagos Toeschouwers: 8.000 Scheidsrechter: Mustapha Ghorbal (ALG) |

|                                                   |                            |         |                               |                                                                                                  |
| 16 november 2021 «onderlinge duels» 17:00 (UTC+1) | Liberia                    | 3 – 1   | Centraal-Afrikaanse Republiek | Stade Ibn Batouta, Tanger (Marokko) Toeschouwers: 0 Scheidsrechter: Kalilou Ibrahim Traore (CIV) |
| 16 november 2021 «onderlinge duels» 17:00 (UTC+1) | Macauley 2' Wilson 8', 74' | Verslag | 61' Ngoma                     | Stade Ibn Batouta, Tanger (Marokko) Toeschouwers: 0 Scheidsrechter: Kalilou Ibrahim Traore (CIV) |

### Groep D
| Pos | Team       | Wed | W | G | V | Ptn | DV | DT | +/− | Kwalificatie                       |       | Vlag van Kameroen | Vlag van Ivoorkust | Vlag van Mozambique | Vlag van Malawi |
| --- | ---------- | --- | - | - | - | --- | -- | -- | --- | ---------------------------------- | ----- | ----------------- | ------------------ | ------------------- | --------------- |
| 1   | Kameroen   | 6   | 5 | 0 | 1 | 15  | 12 | 3  | +9  | Gekwalificeerd voor de derde ronde |       |                   | 1 – 0              | 3 – 1               | 2 – 0           |
| 2   | Ivoorkust  | 6   | 4 | 1 | 1 | 13  | 10 | 3  | +7  |                                    |       | 2 – 1             |                    | 3 – 0               | 2 – 1           |
| 3   | Mozambique | 6   | 1 | 1 | 4 | 4   | 2  | 8  | −6  |                                    | 0 – 1 | 0 – 0             |                    | 1 – 0               |                 |
| 4   | Malawi     | 6   | 1 | 0 | 5 | 3   | 2  | 12 | −10 |                                    | 0 – 4 | 0 – 3             | 1 – 0              |                     |                 |

|                                                   |            |       |           |                                                                                            |
| 3 september 2021 «onderlinge duels» 15:00 (UTC+2) | Mozambique | 0 – 0 | Ivoorkust | Estádio do Zimpeto, Maputo Toeschouwers: 0 Scheidsrechter: Pacifique Ndabihawenimana (BDI) |
| 3 september 2021 «onderlinge duels» 15:00 (UTC+2) | Verslag    |       |           | Estádio do Zimpeto, Maputo Toeschouwers: 0 Scheidsrechter: Pacifique Ndabihawenimana (BDI) |

|                                                   |                                 |         |        |                                                                                             |
| 3 september 2021 «onderlinge duels» 20:00 (UTC+1) | Kameroen                        | 2 – 0   | Malawi | Paul Biyastadion, Yaoundé Toeschouwers: 250 Scheidsrechter: Jean Jacques Ndala Ngambo (COD) |
| 3 september 2021 «onderlinge duels» 20:00 (UTC+1) | Aboubakar 9' Ngadeu-Ngadjui 23' | Verslag |        | Paul Biyastadion, Yaoundé Toeschouwers: 250 Scheidsrechter: Jean Jacques Ndala Ngambo (COD) |

|                                                 |                        |         |                     |                                                                                                |
| 6 september 2021 «onderlinge duels» 19:00 (UTC) | Ivoorkust              | 2 – 1   | Kameroen            | Stade olympique d'Ebimpé, Abidjan Toeschouwers: 10.000 Scheidsrechter: Mehdi Abid Charef (ALG) |
| 6 september 2021 «onderlinge duels» 19:00 (UTC) | Haller 20' (pen.), 29' | Verslag | 61' (pen.) Ngamaleu | Stade olympique d'Ebimpé, Abidjan Toeschouwers: 10.000 Scheidsrechter: Mehdi Abid Charef (ALG) |

|                                                   |           |         |            |                                                                                                   |
| 7 september 2021 «onderlinge duels» 15:00 (UTC+2) | Malawi    | 1 – 0   | Mozambique | Orlandostadion, Johannesburg (Zuid-Afrika) Toeschouwers: 0 Scheidsrechter: Mustapha Ghorbal (ALG) |
| 7 september 2021 «onderlinge duels» 15:00 (UTC+2) | Mbulu 10' | Verslag |            | Orlandostadion, Johannesburg (Zuid-Afrika) Toeschouwers: 0 Scheidsrechter: Mustapha Ghorbal (ALG) |

|                                                 |        |         |                                      |                                                                                               |
| 8 oktober 2021 «onderlinge duels» 15:00 (UTC+2) | Malawi | 0 – 3   | Ivoorkust                            | Orlandostadion, Johannesburg (Zuid-Afrika) Toeschouwers: 0 Scheidsrechter: Peter Waweru (KEN) |
| 8 oktober 2021 «onderlinge duels» 15:00 (UTC+2) |        | Verslag | 36' Gradel 85' I. Sangaré 90+5' Boga | Orlandostadion, Johannesburg (Zuid-Afrika) Toeschouwers: 0 Scheidsrechter: Peter Waweru (KEN) |

|                                                 |                                        |         |            |                                                                                 |
| 8 oktober 2021 «onderlinge duels» 17:00 (UTC+1) | Kameroen                               | 3 – 1   | Mozambique | Japomastadion, Douala Toeschouwers: 10.000 Scheidsrechter: Mohamed Marouf (EGY) |
| 8 oktober 2021 «onderlinge duels» 17:00 (UTC+1) | Choupo-Moting 28', 51' Toko Ekambi 63' | Verslag | 81' Catamo | Japomastadion, Douala Toeschouwers: 10.000 Scheidsrechter: Mohamed Marouf (EGY) |

|                                                  |            |         |                    |                                                                                               |
| 11 oktober 2021 «onderlinge duels» 14:00 (UTC+1) | Mozambique | 0 – 1   | Kameroen           | Stade Ibn Batouta, Tanger (Marokko) Toeschouwers: 0 Scheidsrechter: Sabri Mohamed Fadul (SUD) |
| 11 oktober 2021 «onderlinge duels» 14:00 (UTC+1) |            | Verslag | 68' Ngadeu-Ngadjui | Stade Ibn Batouta, Tanger (Marokko) Toeschouwers: 0 Scheidsrechter: Sabri Mohamed Fadul (SUD) |

|                                                  |                           |         |            |                                                                                              |
| 11 oktober 2021 «onderlinge duels» 17:00 (UTC+1) | Ivoorkust                 | 2 – 1   | Malawi     | Stade de l'Amitié, Cotonou (Benin) Toeschouwers: 1.000 Scheidsrechter: Bernard Camille (SEY) |
| 11 oktober 2021 «onderlinge duels» 17:00 (UTC+1) | Pépé 2' Kessié 66' (pen.) | Verslag | 20' Muyaba | Stade de l'Amitié, Cotonou (Benin) Toeschouwers: 1.000 Scheidsrechter: Bernard Camille (SEY) |

|                                                   |           |         |                                                           |                                                                                          |
| 13 november 2021 «onderlinge duels» 15:00 (UTC+2) | Malawi    | 0 – 4   | Kameroen                                                  | Orlandostadion, Johannesburg (Zuid-Afrika) Toeschouwers: 0 Scheidsrechter: Issa Sy (SEN) |
| 13 november 2021 «onderlinge duels» 15:00 (UTC+2) | Banda 21' | Verslag | 22' (pen.) Aboubakar 42' Zambo Anguissa 85', 87' Bassogog | Orlandostadion, Johannesburg (Zuid-Afrika) Toeschouwers: 0 Scheidsrechter: Issa Sy (SEN) |

|                                                   |                                |         |            |                                                                                            |
| 13 november 2021 «onderlinge duels» 20:00 (UTC+1) | Ivoorkust                      | 3 – 0   | Mozambique | Stade de l'Amitié, Cotonou (Benin) Toeschouwers: 0 Scheidsrechter: Ahmed El Ghandour (EGY) |
| 13 november 2021 «onderlinge duels» 20:00 (UTC+1) | Gradel 10' Cornet 61' Seri 90' | Verslag |            | Stade de l'Amitié, Cotonou (Benin) Toeschouwers: 0 Scheidsrechter: Ahmed El Ghandour (EGY) |

|                                                   |                  |         |        |                                                                                              |
| 16 november 2021 «onderlinge duels» 14:00 (UTC+1) | Mozambique       | 1 – 0   | Malawi | Stade de l'Amitié, Cotonou (Benin) Toeschouwers: 0 Scheidsrechter: Hassan Mohamed Hagi (SOM) |
| 16 november 2021 «onderlinge duels» 14:00 (UTC+1) | Mzava 51' (e.d.) | Verslag |        | Stade de l'Amitié, Cotonou (Benin) Toeschouwers: 0 Scheidsrechter: Hassan Mohamed Hagi (SOM) |

|                                                   |                 |         |           |                                                                                |
| 16 november 2021 «onderlinge duels» 20:00 (UTC+1) | Kameroen        | 1 – 0   | Ivoorkust | Japomastadion, Douala Toeschouwers: 25.000 Scheidsrechter: Janny Sikazwe (ZAM) |
| 16 november 2021 «onderlinge duels» 20:00 (UTC+1) | Toko Ekambi 21' | Verslag |           | Japomastadion, Douala Toeschouwers: 25.000 Scheidsrechter: Janny Sikazwe (ZAM) |

### Groep E
| Pos | Team    | Wed | W | G | V | Ptn | DV | DT | +/− | Kwalificatie                       |       | Vlag van Mali | Vlag van Oeganda | Vlag van Kenia | Vlag van Rwanda |
| --- | ------- | --- | - | - | - | --- | -- | -- | --- | ---------------------------------- | ----- | ------------- | ---------------- | -------------- | --------------- |
| 1   | Mali    | 6   | 5 | 1 | 0 | 16  | 11 | 0  | +11 | Gekwalificeerd voor de derde ronde |       |               | 1 – 0            | 5 – 0          | 1 – 0           |
| 2   | Oeganda | 6   | 2 | 3 | 1 | 9   | 3  | 2  | +1  |                                    |       | 0 – 0         |                  | 1 – 1          | 1 – 0           |
| 3   | Kenia   | 6   | 1 | 3 | 2 | 6   | 4  | 9  | −5  |                                    | 0 – 1 | 0 – 0         |                  | 2 – 1          |                 |
| 4   | Rwanda  | 6   | 0 | 1 | 5 | 1   | 2  | 9  | −7  |                                    | 0 – 3 | 0 – 1         | 1 – 1            |                |                 |

|                                                   |                  |         |        |                                                                                  |
| 1 september 2021 «onderlinge duels» 20:00 (UTC+1) | Mali             | 1 – 0   | Rwanda | Stade Adrar, Agadir (Marokko) Toeschouwers: 0 Scheidsrechter: Beida Dahane (MTN) |
| 1 september 2021 «onderlinge duels» 20:00 (UTC+1) | A. M. Traoré 19' | Verslag |        | Stade Adrar, Agadir (Marokko) Toeschouwers: 0 Scheidsrechter: Beida Dahane (MTN) |

|                                                   |         |       |         | |
| 2 september 2021 «onderlinge duels» 16:00 (UTC+3) | Kenia   | 0 – 0 | Oeganda | Nationaal Stadion Nyayo, Nairobi Toeschouwers: 560 Scheidsrechter: Mahmood Ali Mahmood Ismail (SDN) |
| 2 september 2021 «onderlinge duels» 16:00 (UTC+3) | Verslag |       |         | Nationaal Stadion Nyayo, Nairobi Toeschouwers: 560 Scheidsrechter: Mahmood Ali Mahmood Ismail (SDN) |

|                                                   |                |         |            |                                                                                    |
| 5 september 2021 «onderlinge duels» 15:00 (UTC+2) | Rwanda         | 1 – 1   | Kenia      | Nyamirambostadion, Kigali Toeschouwers: 0 Scheidsrechter: Joseph Odey Ogabor (NGA) |
| 5 september 2021 «onderlinge duels» 15:00 (UTC+2) | Rwatubyaye 21' | Verslag | 10' Olunga | Nyamirambostadion, Kigali Toeschouwers: 0 Scheidsrechter: Joseph Odey Ogabor (NGA) |

|                                                   |         |       |      |                                                                                           |
| 6 september 2021 «onderlinge duels» 14:00 (UTC+3) | Oeganda | 0 – 0 | Mali | St. Mary's-stadion, Entebbe Toeschouwers: 0 Scheidsrechter: Ahmad Imtehaz Heeralall (MRI) |
| 6 september 2021 «onderlinge duels» 14:00 (UTC+3) | Verslag |       |      | St. Mary's-stadion, Entebbe Toeschouwers: 0 Scheidsrechter: Ahmad Imtehaz Heeralall (MRI) |

|                                                 |        |         |          |                                                                              |
| 7 oktober 2021 «onderlinge duels» 18:00 (UTC+2) | Rwanda | 0 – 1   | Oeganda  | Nyamirambostadion, Kigali Toeschouwers: 0 Scheidsrechter: Joshua Bondo (BOT) |
| 7 oktober 2021 «onderlinge duels» 18:00 (UTC+2) |        | Verslag | 41' Bayo | Nyamirambostadion, Kigali Toeschouwers: 0 Scheidsrechter: Joshua Bondo (BOT) |

|                                                 |                                                       |         |       |                                                                                      |
| 7 oktober 2021 «onderlinge duels» 20:00 (UTC+1) | Mali                                                  | 5 – 0   | Kenia | Stade Adrar, Agadir (Marokko) Toeschouwers: 0 Scheidsrechter: Youssef Essrayri (TUN) |
| 7 oktober 2021 «onderlinge duels» 20:00 (UTC+1) | A. M. Traoré 8' Koné 22', 36', 45' (pen.) Doumbia 85' | Verslag |       | Stade Adrar, Agadir (Marokko) Toeschouwers: 0 Scheidsrechter: Youssef Essrayri (TUN) |

|                                                  |       |         |          |                                                                                          |
| 10 oktober 2021 «onderlinge duels» 16:00 (UTC+3) | Kenia | 0 – 1   | Mali     | Nationaal Stadion Nyayo, Nairobi Toeschouwers: 0 Scheidsrechter: Blaise Yuven Ngwa (CMR) |
| 10 oktober 2021 «onderlinge duels» 16:00 (UTC+3) |       | Verslag | 55' Koné | Nationaal Stadion Nyayo, Nairobi Toeschouwers: 0 Scheidsrechter: Blaise Yuven Ngwa (CMR) |

|                                                  |          |         |        |                                                                                  |
| 10 oktober 2021 «onderlinge duels» 16:00 (UTC+3) | Oeganda  | 1 – 0   | Rwanda | St. Mary's-stadion, Entebbe Toeschouwers: 0 Scheidsrechter: Haythem Guirat (TUN) |
| 10 oktober 2021 «onderlinge duels» 16:00 (UTC+3) | Bayo 22' | Verslag |        | St. Mary's-stadion, Entebbe Toeschouwers: 0 Scheidsrechter: Haythem Guirat (TUN) |

|                                                   |          |         |            |                                                                                           |
| 11 november 2021 «onderlinge duels» 16:00 (UTC+3) | Oeganda  | 1 – 1   | Kenia      | St. Mary's-stadion, Entebbe Toeschouwers: 500 Scheidsrechter: Souleiman Ahmed Djama (DJI) |
| 11 november 2021 «onderlinge duels» 16:00 (UTC+3) | Bayo 89' | Verslag | 62' Olunga | St. Mary's-stadion, Entebbe Toeschouwers: 500 Scheidsrechter: Souleiman Ahmed Djama (DJI) |

|                                                   |             |         |                                       |                                                                                            |
| 11 november 2021 «onderlinge duels» 18:00 (UTC+2) | Rwanda      | 0 – 3   | Mali                                  | Nyamirambostadion, Kigali Toeschouwers: 0 Scheidsrechter: Hélder Martins de Carvalho (ANG) |
| 11 november 2021 «onderlinge duels» 18:00 (UTC+2) | Bizimana 7' | Verslag | 19' Djenepo 21' Koné 87' K. Coulibaly | Nyamirambostadion, Kigali Toeschouwers: 0 Scheidsrechter: Hélder Martins de Carvalho (ANG) |

|                                                   |                  |         |         |                                                                                           |
| 14 november 2021 «onderlinge duels» 17:00 (UTC+1) | Mali             | 1 – 0   | Oeganda | Stade Adrar, Agadir (Marokko) Toeschouwers: 0 Scheidsrechter: Bamlak Tessema Weyesa (ETH) |
| 14 november 2021 «onderlinge duels» 17:00 (UTC+1) | K. Coulibaly 19' | Verslag |         | Stade Adrar, Agadir (Marokko) Toeschouwers: 0 Scheidsrechter: Bamlak Tessema Weyesa (ETH) |

|                                                   |                            |         |               |                                                                                      |
| 15 november 2021 «onderlinge duels» 16:00 (UTC+3) | Kenia                      | 2 – 1   | Rwanda        | Nationaal Stadion Nyayo, Nairobi Toeschouwers: 0 Scheidsrechter: Celso Alvação (MOZ) |
| 15 november 2021 «onderlinge duels» 16:00 (UTC+3) | Olunga 2' Odada 15' (pen.) | Verslag | 66' Niyonzima | Nationaal Stadion Nyayo, Nairobi Toeschouwers: 0 Scheidsrechter: Celso Alvação (MOZ) |

### Groep F
| Pos | Team   | Wed | W | G | V | Ptn | DV | DT | +/− | Kwalificatie                       |       | Vlag van Egypte | Vlag van Gabon | Vlag van Libië | Vlag van Angola |
| --- | ------ | --- | - | - | - | --- | -- | -- | --- | ---------------------------------- | ----- | --------------- | -------------- | -------------- | --------------- |
| 1   | Egypte | 6   | 4 | 2 | 0 | 14  | 10 | 4  | +6  | Gekwalificeerd voor de derde ronde |       |                 | 2 – 1          | 1 – 0          | 1 – 0           |
| 2   | Gabon  | 6   | 2 | 1 | 3 | 7   | 7  | 8  | −1  |                                    |       | 1 – 1           |                | 1 – 0          | 2 – 0           |
| 3   | Libië  | 6   | 2 | 1 | 3 | 7   | 4  | 7  | −3  |                                    | 0 – 3 | 2 – 1           |                | 1 – 1          |                 |
| 4   | Angola | 6   | 1 | 2 | 3 | 5   | 6  | 8  | −2  |                                    | 2 – 2 | 3 – 1           | 0 – 1          |                |                 |

|                                                   |                 |         |        |                                                                            |
| 1 september 2021 «onderlinge duels» 21:00 (UTC+2) | Egypte          | 1 – 0   | Angola | 30 Juni Stadion, Caïro Toeschouwers: 0 Scheidsrechter: Boubou Traore (MLI) |
| 1 september 2021 «onderlinge duels» 21:00 (UTC+2) | Magdy 5' (pen.) | Verslag |        | 30 Juni Stadion, Caïro Toeschouwers: 0 Scheidsrechter: Boubou Traore (MLI) |

|                                                   |                             |         |          |                                                                                             |
| 1 september 2021 «onderlinge duels» 21:00 (UTC+2) | Libië                       | 2 – 1   | Gabon    | Benina Martyrsstadion, Benghazi Toeschouwers: 0 Scheidsrechter: Bamlak Tessema Weyesa (ETH) |
| 1 september 2021 «onderlinge duels» 21:00 (UTC+2) | Salama 27' Al Warfali 90+5' | Verslag | 11' Poko | Benina Martyrsstadion, Benghazi Toeschouwers: 0 Scheidsrechter: Bamlak Tessema Weyesa (ETH) |

|                                                   |               |         |                            |                                                                                        |
| 5 september 2021 «onderlinge duels» 20:00 (UTC+1) | Gabon         | 1 – 1   | Egypte                     | Stade de Franceville, Franceville Toeschouwers: 0 Scheidsrechter: Bakary Gassama (GAM) |
| 5 september 2021 «onderlinge duels» 20:00 (UTC+1) | Allevinah 73' | Verslag | 27', 70' Gaber 90' Mohamed | Stade de Franceville, Franceville Toeschouwers: 0 Scheidsrechter: Bakary Gassama (GAM) |

|                                                   |        |         |               |                                                                                           |
| 7 september 2021 «onderlinge duels» 20:00 (UTC+1) | Angola | 0 – 1   | Libië         | Estádio 11 de Novembro, Luanda Toeschouwers: 10.000 Scheidsrechter: Messie Nkounkou (CGO) |
| 7 september 2021 «onderlinge duels» 20:00 (UTC+1) |        | Verslag | 43' Al Khouja | Estádio 11 de Novembro, Luanda Toeschouwers: 10.000 Scheidsrechter: Messie Nkounkou (CGO) |

|                                                 |                                |         |          |                                                                                                |
| 8 oktober 2021 «onderlinge duels» 18:30 (UTC+1) | Angola                         | 3 – 1   | Gabon    | Estádio 11 de Novembro, Luanda Toeschouwers: 5.000 Scheidsrechter: Souleiman Ahmed Djama (DJI) |
| 8 oktober 2021 «onderlinge duels» 18:30 (UTC+1) | Zini 25' Papel 56' Buatu 90+1' | Verslag | 83' Méyé | Estádio 11 de Novembro, Luanda Toeschouwers: 5.000 Scheidsrechter: Souleiman Ahmed Djama (DJI) |

|                                                 |              |         |       |                                                                                                 |
| 8 oktober 2021 «onderlinge duels» 21:00 (UTC+2) | Egypte       | 1 – 0   | Libië | Borg El Arabstadion, Alexandrië Toeschouwers: 0 Scheidsrechter: Pacifique Ndabihawenimana (BDI) |
| 8 oktober 2021 «onderlinge duels» 21:00 (UTC+2) | Marmoush 49' | Verslag |       | Borg El Arabstadion, Alexandrië Toeschouwers: 0 Scheidsrechter: Pacifique Ndabihawenimana (BDI) |

|                                                  |                                    |         |        |                                                                                          |
| 11 oktober 2021 «onderlinge duels» 14:00 (UTC+1) | Gabon                              | 2 – 0   | Angola | Stade de Franceville, Franceville Toeschouwers: 0 Scheidsrechter: Maguette N'Diaye (SEN) |
| 11 oktober 2021 «onderlinge duels» 14:00 (UTC+1) | Aubameyang 74' Carneiro 84' (e.d.) | Verslag |        | Stade de Franceville, Franceville Toeschouwers: 0 Scheidsrechter: Maguette N'Diaye (SEN) |

|                                                  |       |         |                                    |                                                                              |
| 11 oktober 2021 «onderlinge duels» 21:00 (UTC+2) | Libië | 0 – 3   | Egypte                             | 28 Maartstadion, Benghazi Toeschouwers: 0 Scheidsrechter: Victor Gomes (RSA) |
| 11 oktober 2021 «onderlinge duels» 21:00 (UTC+2) |       | Verslag | 39' Fotouh 45+4' Mohamed 72' Sobhi | 28 Maartstadion, Benghazi Toeschouwers: 0 Scheidsrechter: Victor Gomes (RSA) |

|                                                   |                |         |       |                                                                                       |
| 12 november 2021 «onderlinge duels» 14:00 (UTC+1) | Gabon          | 1 – 0   | Libië | Stade de Franceville, Franceville Toeschouwers: 0 Scheidsrechter: Mashood Ssali (UGA) |
| 12 november 2021 «onderlinge duels» 14:00 (UTC+1) | Aubameyang 54' | Verslag |       | Stade de Franceville, Franceville Toeschouwers: 0 Scheidsrechter: Mashood Ssali (UGA) |

|                                                   |                            |         |                         | |
| 12 november 2021 «onderlinge duels» 20:00 (UTC+1) | Angola                     | 2 – 2   | Egypte                  | Estádio 11 de Novembro, Luanda Toeschouwers: 15.000 Scheidsrechter: Jean Jacques Ndala Ngambo (COD) |
| 12 november 2021 «onderlinge duels» 20:00 (UTC+1) | Costa 25' Nzola 35' (pen.) | Verslag | 45+1' Elneny 59' Tawfik | Estádio 11 de Novembro, Luanda Toeschouwers: 15.000 Scheidsrechter: Jean Jacques Ndala Ngambo (COD) |

|                                                   |                                   |         |                                |                                                                                            |
| 16 november 2021 «onderlinge duels» 15:00 (UTC+2) | Egypte                            | 2 – 1   | Gabon                          | Borg El Arabstadion, Alexandrië Toeschouwers: 1.000 Scheidsrechter: Georges Gatogato (BDI) |
| 16 november 2021 «onderlinge duels» 15:00 (UTC+2) | Magdy 4' (pen.) Obiang 75' (e.d.) | Verslag | 54' Allevinah 85', 86' Bouanga | Borg El Arabstadion, Alexandrië Toeschouwers: 1.000 Scheidsrechter: Georges Gatogato (BDI) |

|                                                   |                       |         |          |                                                                              |
| 16 november 2021 «onderlinge duels» 15:00 (UTC+2) | Libië                 | 1 – 1   | Angola   | 28 Maartstadion, Benghazi Toeschouwers: 0 Scheidsrechter: Beida Dahane (MTN) |
| 16 november 2021 «onderlinge duels» 15:00 (UTC+2) | Al Warfali 49' (pen.) | Verslag | 81' Zini | 28 Maartstadion, Benghazi Toeschouwers: 0 Scheidsrechter: Beida Dahane (MTN) |

### Groep G
| Pos | Team        | Wed | W | G | V | Ptn | DV | DT | +/− | Kwalificatie                       |       | Vlag van Ghana | Vlag van Zuid-Afrika | Vlag van Ethiopië | Vlag van Zimbabwe |
| --- | ----------- | --- | - | - | - | --- | -- | -- | --- | ---------------------------------- | ----- | -------------- | -------------------- | ----------------- | ----------------- |
| 1   | Ghana       | 6   | 4 | 1 | 1 | 13  | 7  | 3  | +4  | Gekwalificeerd voor de derde ronde |       |                | 1 – 0                | 1 – 0             | 3 – 1             |
| 2   | Zuid-Afrika | 6   | 4 | 1 | 1 | 13  | 6  | 2  | +4  |                                    |       | 1 – 0          |                      | 1 – 0             | 1 – 0             |
| 3   | Ethiopië    | 6   | 1 | 2 | 3 | 5   | 4  | 7  | −3  |                                    | 1 – 1 | 1 – 3          |                      | 1 – 0             |                   |
| 4   | Zimbabwe    | 6   | 0 | 2 | 4 | 2   | 2  | 7  | −5  |                                    | 0 – 1 | 0 – 0          | 1 – 1                |                   |                   |

|                                                   |          |       |             |                                                                                          |
| 3 september 2021 «onderlinge duels» 15:00 (UTC+2) | Zimbabwe | 0 – 0 | Zuid-Afrika | National Sports Stadium, Harare Toeschouwers: 0 Scheidsrechter: Mahmoud Z. Mohamed (EGY) |
| 3 september 2021 «onderlinge duels» 15:00 (UTC+2) | Verslag  |       |             | National Sports Stadium, Harare Toeschouwers: 0 Scheidsrechter: Mahmoud Z. Mohamed (EGY) |

|                                                 |            |         |          |                                                                                              |
| 3 september 2021 «onderlinge duels» 19:00 (UTC) | Ghana      | 1 – 0   | Ethiopië | Cape Coast Sportstadion, Cape Coast Toeschouwers: 2.250 Scheidsrechter: Redouane Jiyed (MAR) |
| 3 september 2021 «onderlinge duels» 19:00 (UTC) | Wakaso 35' | Verslag |          | Cape Coast Sportstadion, Cape Coast Toeschouwers: 2.250 Scheidsrechter: Redouane Jiyed (MAR) |

|                                                   |               |         |       |                                                                                         |
| 6 september 2021 «onderlinge duels» 18:00 (UTC+2) | Zuid-Afrika   | 1 – 0   | Ghana | Soccer City, Johannesburg Toeschouwers: 0 Scheidsrechter: Derrick Kasokota Kafuli (ZAM) |
| 6 september 2021 «onderlinge duels» 18:00 (UTC+2) | Hlongwane 83' | Verslag |       | Soccer City, Johannesburg Toeschouwers: 0 Scheidsrechter: Derrick Kasokota Kafuli (ZAM) |

|                                                   |                     |         |          |                                                                                    |
| 7 september 2021 «onderlinge duels» 19:00 (UTC+3) | Ethiopië            | 1 – 0   | Zimbabwe | Bahir Dar Stadion, Bahir Dar Toeschouwers: 0 Scheidsrechter: Bernard Camille (SEY) |
| 7 september 2021 «onderlinge duels» 19:00 (UTC+3) | Tamene 90+4' (pen.) | Verslag |          | Bahir Dar Stadion, Bahir Dar Toeschouwers: 0 Scheidsrechter: Bernard Camille (SEY) |

|                                                 |            |         |                                       |                                                                                       |
| 9 oktober 2021 «onderlinge duels» 16:00 (UTC+3) | Ethiopië   | 1 – 3   | Zuid-Afrika                           | Bahir Dar Stadion, Bahir Dar Toeschouwers: 0 Scheidsrechter: Shuhoub Abdulbasit (LBY) |
| 9 oktober 2021 «onderlinge duels» 16:00 (UTC+3) | Kebede 67' | Verslag | 45+1' Mokoena 71' Mvala 90+1' Makgopa | Bahir Dar Stadion, Bahir Dar Toeschouwers: 0 Scheidsrechter: Shuhoub Abdulbasit (LBY) |

|                                               |                                 |         |                   |                                                                        |
| 9 oktober 2021 «onderlinge duels» 16:00 (UTC) | Ghana                           | 3 – 1   | Zimbabwe          | Cape Coast Sportstadion, Cape Coast Scheidsrechter: Pierre Atcho (GAB) |
| 9 oktober 2021 «onderlinge duels» 16:00 (UTC) | Kudus 5' Partey 66' A. Ayew 87' | Verslag | 49' (pen.) Musona | Cape Coast Sportstadion, Cape Coast Scheidsrechter: Pierre Atcho (GAB) |

|                                                  |          |         |            |                                                                                 |
| 12 oktober 2021 «onderlinge duels» 15:00 (UTC+2) | Zimbabwe | 0 – 1   | Ghana      | National Sports Stadium, Harare Toeschouwers: 0 Scheidsrechter: Amin Omar (EGY) |
| 12 oktober 2021 «onderlinge duels» 15:00 (UTC+2) |          | Verslag | 31' Partey | National Sports Stadium, Harare Toeschouwers: 0 Scheidsrechter: Amin Omar (EGY) |

|                                                  |                   |         |          |                                                                  |
| 12 oktober 2021 «onderlinge duels» 18:00 (UTC+2) | Zuid-Afrika       | 1 – 0   | Ethiopië | Soccer City, Johannesburg Scheidsrechter: Georges Gatogato (BDI) |
| 12 oktober 2021 «onderlinge duels» 18:00 (UTC+2) | Kebede 11' (e.d.) | Verslag |          | Soccer City, Johannesburg Scheidsrechter: Georges Gatogato (BDI) |

|                                                   |            |         |             | |
| 11 november 2021 «onderlinge duels» 15:00 (UTC+2) | Ethiopië   | 1 – 1   | Ghana       | Orlandostadion, Johannesburg (Zuid-Afrika) Toeschouwers: 0 Scheidsrechter: Blaise Yuven Ngwa (CMR) |
| 11 november 2021 «onderlinge duels» 15:00 (UTC+2) | Kebede 72' | Verslag | 22' A. Ayew | Orlandostadion, Johannesburg (Zuid-Afrika) Toeschouwers: 0 Scheidsrechter: Blaise Yuven Ngwa (CMR) |

|                                                   |             |         |          |                                                                             |
| 11 november 2021 «onderlinge duels» 21:00 (UTC+2) | Zuid-Afrika | 1 – 0   | Zimbabwe | Soccer City, Johannesburg Toeschouwers: 0 Scheidsrechter: Sadok Selmi (TUN) |
| 11 november 2021 «onderlinge duels» 21:00 (UTC+2) | Mokoena 26' | Verslag |          | Soccer City, Johannesburg Toeschouwers: 0 Scheidsrechter: Sadok Selmi (TUN) |

|                                                   |             |         |            |                                                                                          |
| 14 november 2021 «onderlinge duels» 15:00 (UTC+2) | Zimbabwe    | 1 – 1   | Ethiopië   | National Sports Stadium, Harare Toeschouwers: 0 Scheidsrechter: Mohamed Ali Moussa (NIG) |
| 14 november 2021 «onderlinge duels» 15:00 (UTC+2) | Mahachi 39' | Verslag | 86' Nassir | National Sports Stadium, Harare Toeschouwers: 0 Scheidsrechter: Mohamed Ali Moussa (NIG) |

|                                                 |             |         |             |                                                                                                |
| 14 november 2021 «onderlinge duels» 21:00 (UTC) | Ghana       | 1 – 0   | Zuid-Afrika | Cape Coast Sportstadion, Cape Coast Toeschouwers: 5.000 Scheidsrechter: Maguette N'Diaye (SEN) |
| 14 november 2021 «onderlinge duels» 21:00 (UTC) | A. Ayew 33' | Verslag |             | Cape Coast Sportstadion, Cape Coast Toeschouwers: 5.000 Scheidsrechter: Maguette N'Diaye (SEN) |

### Groep H
| Pos | Team              | Wed | W | G | V | Ptn | DV | DT | +/− | Kwalificatie                       |       | Vlag van Senegal | Vlag van Togo | Vlag van Namibië | Vlag van Congo-Brazzaville |
| --- | ----------------- | --- | - | - | - | --- | -- | -- | --- | ---------------------------------- | ----- | ---------------- | ------------- | ---------------- | -------------------------- |
| 1   | Senegal           | 6   | 5 | 1 | 0 | 16  | 15 | 4  | +11 | Gekwalificeerd voor de derde ronde |       |                  | 2 – 0         | 4 – 1            | 2 – 0                      |
| 2   | Togo              | 6   | 2 | 2 | 2 | 8   | 5  | 6  | −1  |                                    |       | 1 – 1            |               | 0 – 1            | 1 – 1                      |
| 3   | Namibië           | 6   | 1 | 2 | 3 | 5   | 5  | 10 | −5  |                                    | 1 – 3 | 0 – 1            |               | 1 – 1            |                            |
| 4   | Congo-Brazzaville | 6   | 0 | 3 | 3 | 3   | 5  | 10 | −5  |                                    | 1 – 3 | 1 – 2            | 1 – 1         |                  |                            |

|                                                 |                        |         |      |                                                                         |
| 1 september 2021 «onderlinge duels» 16:00 (UTC) | Senegal                | 2 – 0   | Togo | Stade Lat-Dior, Thiès Toeschouwers: 0 Scheidsrechter: Sadok Selmi (TUN) |
| 1 september 2021 «onderlinge duels» 16:00 (UTC) | Mané 56' A. Diallo 81' | Verslag |      | Stade Lat-Dior, Thiès Toeschouwers: 0 Scheidsrechter: Sadok Selmi (TUN) |

|                                                   |             |         |                    | |
| 2 september 2021 «onderlinge duels» 18:00 (UTC+2) | Namibië     | 1 – 1   | Congo-Brazzaville  | Orlandostadion, Johannesburg (Zuid-Afrika) Toeschouwers: 0 Scheidsrechter: Andofetra Rakotojaona (MAD) |
| 2 september 2021 «onderlinge duels» 18:00 (UTC+2) | Hambira 24' | Verslag | 57' (e.d.) Hambira | Orlandostadion, Johannesburg (Zuid-Afrika) Toeschouwers: 0 Scheidsrechter: Andofetra Rakotojaona (MAD) |

|                                                 |      |         |              |                                                                                  |
| 5 september 2021 «onderlinge duels» 16:00 (UTC) | Togo | 0 – 1   | Namibië      | Stade de Kégué, Lomé Toeschouwers: 0 Scheidsrechter: Omar Abdulkadir Artan (SOM) |
| 5 september 2021 «onderlinge duels» 16:00 (UTC) |      | Verslag | 53' Kambindu | Stade de Kégué, Lomé Toeschouwers: 0 Scheidsrechter: Omar Abdulkadir Artan (SOM) |

|                                                   |                       |         |                                     | |
| 7 september 2021 «onderlinge duels» 17:00 (UTC+1) | Congo-Brazzaville     | 1 – 3   | Senegal                             | Stade Alphonse Massemba-Débat, Brazzaville Toeschouwers: 0 Scheidsrechter: Mohamed Ali Moussa (NIG) |
| 7 september 2021 «onderlinge duels» 17:00 (UTC+1) | Ganvoula 45+2' (pen.) | Verslag | 27' Dia 82' I. Sarr 87' (pen.) Mané | Stade Alphonse Massemba-Débat, Brazzaville Toeschouwers: 0 Scheidsrechter: Mohamed Ali Moussa (NIG) |

|                                               |                   |         |                   |                                                              |
| 9 oktober 2021 «onderlinge duels» 16:00 (UTC) | Togo              | 1 – 1   | Congo-Brazzaville | Stade de Kégué, Lomé Scheidsrechter: Sekou Ahmed Touré (GUI) |
| 9 oktober 2021 «onderlinge duels» 16:00 (UTC) | Placca Fessou 56' | Verslag | 21' (e.d.) Romao  | Stade de Kégué, Lomé Scheidsrechter: Sekou Ahmed Touré (GUI) |

|                                               |                                           |         |              |                                                            |
| 9 oktober 2021 «onderlinge duels» 19:00 (UTC) | Senegal                                   | 4 – 1   | Namibië      | Stade Lat-Dior, Thiès Scheidsrechter: Kalilou Traoré (CIV) |
| 9 oktober 2021 «onderlinge duels» 19:00 (UTC) | Gueye 10' Diédhiou 38' Mané 54' Baldé 83' | Verslag | 75' Kamatuka | Stade Lat-Dior, Thiès Scheidsrechter: Kalilou Traoré (CIV) |

|                                                  |               |         |                        | |
| 12 oktober 2021 «onderlinge duels» 15:00 (UTC+2) | Namibië       | 1 – 3   | Senegal                | Orlandostadion, Johannesburg (Zuid-Afrika) Toeschouwers: 0 Scheidsrechter: Mohamed Youssouf Athoumani (COM) |
| 12 oktober 2021 «onderlinge duels» 15:00 (UTC+2) | Shalulile 27' | Verslag | 22', 51', 84' Diédhiou | Orlandostadion, Johannesburg (Zuid-Afrika) Toeschouwers: 0 Scheidsrechter: Mohamed Youssouf Athoumani (COM) |

|                                                  |                   |         |                              | |
| 12 oktober 2021 «onderlinge duels» 17:00 (UTC+1) | Congo-Brazzaville | 1 – 2   | Togo                         | Stade Alphonse Massemba-Débat, Brazzaville Toeschouwers: 0 Scheidsrechter: Djindo Louis Houngnandande (BEN) |
| 12 oktober 2021 «onderlinge duels» 17:00 (UTC+1) | Mbenza 71'        | Verslag | 43' Placca Fessou 77' Denkey | Stade Alphonse Massemba-Débat, Brazzaville Toeschouwers: 0 Scheidsrechter: Djindo Louis Houngnandande (BEN) |

|                                                   |                   |         |               |                                                                                                  |
| 11 november 2021 «onderlinge duels» 17:00 (UTC+1) | Congo-Brazzaville | 1 – 1   | Namibië       | Stade Alphonse Massemba-Débat, Brazzaville Toeschouwers: 0 Scheidsrechter: Samuel Uwikunda (RWA) |
| 11 november 2021 «onderlinge duels» 17:00 (UTC+1) | Mbenza 54'        | Verslag | 42' Shalulile | Stade Alphonse Massemba-Débat, Brazzaville Toeschouwers: 0 Scheidsrechter: Samuel Uwikunda (RWA) |

|                                                 |                    |         |                 |                                                                        |
| 11 november 2021 «onderlinge duels» 19:00 (UTC) | Togo               | 1 – 1   | Senegal         | Stade de Kégué, Lomé Toeschouwers: 0 Scheidsrechter: Jalal Jayed (MAR) |
| 11 november 2021 «onderlinge duels» 19:00 (UTC) | Cissé 45+1' (e.d.) | Verslag | 90+3' H. Diallo | Stade de Kégué, Lomé Toeschouwers: 0 Scheidsrechter: Jalal Jayed (MAR) |

|                                                 |                  |         |                   |                                                                                 |
| 14 november 2021 «onderlinge duels» 21:00 (UTC) | Senegal          | 2 – 0   | Congo-Brazzaville | Stade Lat-Dior, Thiès Toeschouwers: 5.000 Scheidsrechter: Fabricio Duarte (CPV) |
| 14 november 2021 «onderlinge duels» 21:00 (UTC) | I. Sarr 14', 24' | Verslag |                   | Stade Lat-Dior, Thiès Toeschouwers: 5.000 Scheidsrechter: Fabricio Duarte (CPV) |

|                                                   |         |         |                   |                                                                                               |
| 15 november 2021 «onderlinge duels» 15:00 (UTC+2) | Namibië | 0 – 1   | Togo              | Orlandostadion, Johannesburg (Zuid-Afrika) Toeschouwers: 0 Scheidsrechter: Pierre Atcho (GAB) |
| 15 november 2021 «onderlinge duels» 15:00 (UTC+2) |         | Verslag | 88' Placca Fessou | Orlandostadion, Johannesburg (Zuid-Afrika) Toeschouwers: 0 Scheidsrechter: Pierre Atcho (GAB) |

### Groep I
| Pos | Team          | Wed | W | G | V | Ptn | DV | DT | +/− | Kwalificatie                       |       | Vlag van Marokko | Vlag van Guinee-Bissau | Vlag van Guinee | Vlag van Soedan |
| --- | ------------- | --- | - | - | - | --- | -- | -- | --- | ---------------------------------- | ----- | ---------------- | ---------------------- | --------------- | --------------- |
| 1   | Marokko       | 6   | 6 | 0 | 0 | 18  | 20 | 1  | +19 | Gekwalificeerd voor de derde ronde |       |                  | 5 – 0                  | 3 – 0           | 2 – 0           |
| 2   | Guinee-Bissau | 6   | 1 | 3 | 2 | 6   | 5  | 11 | −6  |                                    |       | 0 – 3            |                        | 1 – 1           | 0 – 0           |
| 3   | Guinee        | 6   | 0 | 4 | 2 | 4   | 5  | 11 | −6  |                                    | 1 – 4 | 0 – 0            |                        | 2 – 2           |                 |
| 4   | Soedan        | 6   | 0 | 3 | 3 | 3   | 5  | 12 | −7  |                                    | 0 – 3 | 2 – 4            | 1 – 1                  |                 |                 |

|                                                 |                 |         |           |                                                                                                |
| 1 september 2021 «onderlinge duels» 16:00 (UTC) | Guinee-Bissau   | 1 – 1   | Guinee    | Stade Olympique, Nouakchott (Mauritanië) Toeschouwers: 500 Scheidsrechter: Mutaz Ibrahim (LBY) |
| 1 september 2021 «onderlinge duels» 16:00 (UTC) | Jos. Mendes 51' | Verslag | 7' Kamano | Stade Olympique, Nouakchott (Mauritanië) Toeschouwers: 500 Scheidsrechter: Mutaz Ibrahim (LBY) |

|                                                   |                                   |         |        |                                                                                     |
| 2 september 2021 «onderlinge duels» 20:00 (UTC+1) | Marokko                           | 2 – 0   | Soedan | Stade Moulay Abdallah, Rabat Toeschouwers: 0 Scheidsrechter: Maguette N'Diaye (SEN) |
| 2 september 2021 «onderlinge duels» 20:00 (UTC+1) | Aguerd 10' Ab. Abdalla 53' (e.d.) | Verslag |        | Stade Moulay Abdallah, Rabat Toeschouwers: 0 Scheidsrechter: Maguette N'Diaye (SEN) |

|                                                   |                         |         |                                             |                                                                              |
| 7 september 2021 «onderlinge duels» 21:00 (UTC+2) | Soedan                  | 2 – 4   | Guinee-Bissau                               | Al-Hilalstadion, Omdurman Toeschouwers: 0 Scheidsrechter: Victor Gomes (RSA) |
| 7 september 2021 «onderlinge duels» 21:00 (UTC+2) | Abdel Rahman 55', 90+2' | Verslag | 8', 39' Piqueti 11' F. Mendy 82' Mam. Baldé | Al-Hilalstadion, Omdurman Toeschouwers: 0 Scheidsrechter: Victor Gomes (RSA) |

|                                                 |           |         |          |                                                                                             |
| 6 oktober 2021 «onderlinge duels» 17:00 (UTC+1) | Soedan    | 1 – 1   | Guinee   | Stade de Marrakech, Marrakesh (Marokko) Toeschouwers: 0 Scheidsrechter: Janny Sikazwe (ZAM) |
| 6 oktober 2021 «onderlinge duels» 17:00 (UTC+1) | Teiri 72' | Verslag | 56' Bayo | Stade de Marrakech, Marrakesh (Marokko) Toeschouwers: 0 Scheidsrechter: Janny Sikazwe (ZAM) |

|                                                 |                                                                |         |               |                                                                                  |
| 6 oktober 2021 «onderlinge duels» 20:00 (UTC+1) | Marokko                                                        | 5 – 0   | Guinee-Bissau | Stade Moulay Abdallah, Rabat Toeschouwers: 0 Scheidsrechter: Boubou Traoré (MLI) |
| 6 oktober 2021 «onderlinge duels» 20:00 (UTC+1) | Hakimi 31' Louza 45+1' (pen.) Chair 49' El Kaabi 62' Munir 82' | Verslag |               | Stade Moulay Abdallah, Rabat Toeschouwers: 0 Scheidsrechter: Boubou Traoré (MLI) |

|                                                 |                       |         |                       |                                                                                      |
| 9 oktober 2021 «onderlinge duels» 14:00 (UTC+1) | Guinee                | 2 – 2   | Soedan                | Stade Adrar, Agadir (Marokko) Toeschouwers: 0 Scheidsrechter: Mustapha Ghorbal (ALG) |
| 9 oktober 2021 «onderlinge duels» 14:00 (UTC+1) | J. Kanté 48' Bayo 67' | Verslag | 64' Al-Tash 88' Kamal | Stade Adrar, Agadir (Marokko) Toeschouwers: 0 Scheidsrechter: Mustapha Ghorbal (ALG) |

|                                                 |               |         |                              | |
| 9 oktober 2021 «onderlinge duels» 20:00 (UTC+1) | Guinee-Bissau | 0 – 3   | Marokko                      | Stade Mohammed V, Casablanca (Marokko) Toeschouwers: 0 Scheidsrechter: Jean Jacques Ndala Ngambo (COD) |
| 9 oktober 2021 «onderlinge duels» 20:00 (UTC+1) |               | Verslag | 10', 70' El Kaabi 20' Barkok | Stade Mohammed V, Casablanca (Marokko) Toeschouwers: 0 Scheidsrechter: Jean Jacques Ndala Ngambo (COD) |

|                                                  |          |         |                                          |                                                                                          |
| 12 oktober 2021 «onderlinge duels» 20:00 (UTC+1) | Guinee   | 1 – 4   | Marokko                                  | Stade Moulay Abdallah, Rabat (Marokko) Toeschouwers: 0 Scheidsrechter: Sidi Alioum (CMR) |
| 12 oktober 2021 «onderlinge duels» 20:00 (UTC+1) | Kané 31' | Verslag | 21' El Kaabi 43', 65' Amallah 89' Boufal | Stade Moulay Abdallah, Rabat (Marokko) Toeschouwers: 0 Scheidsrechter: Sidi Alioum (CMR) |

|                                                 |         |       |               |                                                                                           |
| 12 november 2021 «onderlinge duels» 16:00 (UTC) | Guinee  | 0 – 0 | Guinee-Bissau | Stade Général Lansana Conté, Conakry Toeschouwers: 0 Scheidsrechter: Mohamed Marouf (EGY) |
| 12 november 2021 «onderlinge duels» 16:00 (UTC) | Verslag |       |               | Stade Général Lansana Conté, Conakry Toeschouwers: 0 Scheidsrechter: Mohamed Marouf (EGY) |

|                                                   |        |         |                           |                                                                                           |
| 12 november 2021 «onderlinge duels» 20:00 (UTC+1) | Soedan | 0 – 3   | Marokko                   | Stade Moulay Abdallah, Rabat (Marokko) Toeschouwers: 0 Scheidsrechter: Peter Waweru (KEN) |
| 12 november 2021 «onderlinge duels» 20:00 (UTC+1) |        | Verslag | 3', 61' Mmaee 90+3' Louza | Stade Moulay Abdallah, Rabat (Marokko) Toeschouwers: 0 Scheidsrechter: Peter Waweru (KEN) |

|                                                   |               |       |        |                                                                                             |
| 15 november 2021 «onderlinge duels» 17:00 (UTC+1) | Guinee-Bissau | 0 – 0 | Soedan | Stade de Marrakech, Marrakesh (Marokko) Toeschouwers: 0 Scheidsrechter: Jean Ouattara (BFA) |
| 15 november 2021 «onderlinge duels» 17:00 (UTC+1) | Verslag       |       |        | Stade de Marrakech, Marrakesh (Marokko) Toeschouwers: 0 Scheidsrechter: Jean Ouattara (BFA) |

|                                                   |                                    |         |        |                                                                                 |
| 16 november 2021 «onderlinge duels» 20:00 (UTC+1) | Marokko                            | 3 – 0   | Guinee | Stade Mohammed V, Casablanca Toeschouwers: 0 Scheidsrechter: Joshua Bondo (BOT) |
| 16 november 2021 «onderlinge duels» 20:00 (UTC+1) | Mmaee 21' (pen.), 29' El Kaabi 60' | Verslag |        | Stade Mohammed V, Casablanca Toeschouwers: 0 Scheidsrechter: Joshua Bondo (BOT) |

### Groep J
| Pos | Team           | Wed | W | G | V | Ptn | DV | DT | +/− | Kwalificatie                       |       | Vlag van Congo-Kinshasa | Vlag van Benin | Vlag van Tanzania | Vlag van Madagaskar |
| --- | -------------- | --- | - | - | - | --- | -- | -- | --- | ---------------------------------- | ----- | ----------------------- | -------------- | ----------------- | ------------------- |
| 1   | Congo-Kinshasa | 6   | 3 | 2 | 1 | 11  | 9  | 3  | +6  | Gekwalificeerd voor de derde ronde |       |                         | 2 – 0          | 1 – 1             | 2 – 0               |
| 2   | Benin          | 6   | 3 | 1 | 2 | 10  | 5  | 4  | +1  |                                    |       | 1 – 1                   |                | 0 – 1             | 2 – 0               |
| 3   | Tanzania       | 6   | 2 | 2 | 2 | 8   | 6  | 8  | −2  |                                    | 0 – 3 | 0 – 1                   |                | 3 – 2             |                     |
| 4   | Madagaskar     | 6   | 1 | 1 | 4 | 4   | 4  | 9  | −5  |                                    | 1 – 0 | 0 – 1                   | 1 – 1          |                   |                     |

|                                                   |                |         |           |                                                                                           |
| 2 september 2021 «onderlinge duels» 15:00 (UTC+2) | Congo-Kinshasa | 1 – 1   | Tanzania  | Stade TP Mazembe, Lubumbashi Toeschouwers: 0 Scheidsrechter: Kalilou Ibrahim Traore (CIV) |
| 2 september 2021 «onderlinge duels» 15:00 (UTC+2) | Mbokani 23'    | Verslag | 36' Msuva | Stade TP Mazembe, Lubumbashi Toeschouwers: 0 Scheidsrechter: Kalilou Ibrahim Traore (CIV) |

|                                                   |            |         |            |                                                                                             |
| 2 september 2021 «onderlinge duels» 19:00 (UTC+3) | Madagaskar | 0 – 1   | Benin      | Mahamasinastadion, Antananarivo Toeschouwers: 10.000 Scheidsrechter: Brighton Chimene (ZIM) |
| 2 september 2021 «onderlinge duels» 19:00 (UTC+3) |            | Verslag | 22' Mounié | Mahamasinastadion, Antananarivo Toeschouwers: 10.000 Scheidsrechter: Brighton Chimene (ZIM) |

|                                                   |            |         |                |                                                                                    |
| 6 september 2021 «onderlinge duels» 14:00 (UTC+1) | Benin      | 1 – 1   | Congo-Kinshasa | Stade de l'Amitié, Cotonou Toeschouwers: 5.000 Scheidsrechter: Jean Ouattara (BFA) |
| 6 september 2021 «onderlinge duels» 14:00 (UTC+1) | Adéoti 33' | Verslag | 11' Mbokani    | Stade de l'Amitié, Cotonou Toeschouwers: 5.000 Scheidsrechter: Jean Ouattara (BFA) |

|                                                   |                                      |         |                                     |                                                                                         |
| 7 september 2021 «onderlinge duels» 21:00 (UTC+3) | Tanzania                             | 3 – 2   | Madagaskar                          | Stade Benjamin Mkapa, Dar es Salaam Toeschouwers: 0 Scheidsrechter: Mashood Ssali (UGA) |
| 7 september 2021 «onderlinge duels» 21:00 (UTC+3) | Nyoni 2' (pen.) Dismas 26' Salum 53' | Verslag | 36' Rakotoharimalala 45+2' Fontaine | Stade Benjamin Mkapa, Dar es Salaam Toeschouwers: 0 Scheidsrechter: Mashood Ssali (UGA) |

|                                                 |                              |         |            |                                                                                            |
| 7 oktober 2021 «onderlinge duels» 14:00 (UTC+1) | Congo-Kinshasa               | 2 – 0   | Madagaskar | Stade des Martyrs, Kinshasa Toeschouwers: 0 Scheidsrechter: Antonio Caluassi Dungula (ANG) |
| 7 oktober 2021 «onderlinge duels» 14:00 (UTC+1) | Akolo 35' Mbokani 78' (pen.) | Verslag |            | Stade des Martyrs, Kinshasa Toeschouwers: 0 Scheidsrechter: Antonio Caluassi Dungula (ANG) |

|                                                 |          |         |            |                                                                                           |
| 7 oktober 2021 «onderlinge duels» 16:00 (UTC+3) | Tanzania | 0 – 1   | Benin      | Stade Benjamin Mkapa, Dar es Salaam Toeschouwers: 500 Scheidsrechter: Celso Alvação (MOZ) |
| 7 oktober 2021 «onderlinge duels» 16:00 (UTC+3) |          | Verslag | 72' Mounié | Stade Benjamin Mkapa, Dar es Salaam Toeschouwers: 500 Scheidsrechter: Celso Alvação (MOZ) |

|                                                  |       |         |          |                                                                                             |
| 10 oktober 2021 «onderlinge duels» 14:00 (UTC+1) | Benin | 0 – 1   | Tanzania | Stade de l'Amitié, Cotonou Toeschouwers: 15.000 Scheidsrechter: Omar Abdulkadir Artan (SOM) |
| 10 oktober 2021 «onderlinge duels» 14:00 (UTC+1) |       | Verslag | 6' Msuva | Stade de l'Amitié, Cotonou Toeschouwers: 15.000 Scheidsrechter: Omar Abdulkadir Artan (SOM) |

|                                                  |                     |         |                |                                                                                            |
| 10 oktober 2021 «onderlinge duels» 19:00 (UTC+3) | Madagaskar          | 1 – 0   | Congo-Kinshasa | Mahamasinastadion, Antananarivo Toeschouwers: 1.500 Scheidsrechter: Patrice Milazare (MRI) |
| 10 oktober 2021 «onderlinge duels» 19:00 (UTC+3) | Rakotoharimalala 1' | Verslag |                | Mahamasinastadion, Antananarivo Toeschouwers: 1.500 Scheidsrechter: Patrice Milazare (MRI) |

|                                                   |          |         |                                  |                                                                                                |
| 11 november 2021 «onderlinge duels» 16:00 (UTC+3) | Tanzania | 0 – 3   | Congo-Kinshasa                   | Stade Benjamin Mkapa, Dar es Salaam Toeschouwers: 10.000 Scheidsrechter: Bernard Camille (SEY) |
| 11 november 2021 «onderlinge duels» 16:00 (UTC+3) |          | Verslag | 6' Kakuta 66' Fasika 85' Malango | Stade Benjamin Mkapa, Dar es Salaam Toeschouwers: 10.000 Scheidsrechter: Bernard Camille (SEY) |

|                                                   |                       |         |            |                                                                                      |
| 11 november 2021 «onderlinge duels» 17:00 (UTC+1) | Benin                 | 2 – 0   | Madagaskar | Stade de l'Amitié, Cotonou Toeschouwers: 15.000 Scheidsrechter: Bakary Gassama (GAM) |
| 11 november 2021 «onderlinge duels» 17:00 (UTC+1) | Dossou 43' Mounié 79' | Verslag |            | Stade de l'Amitié, Cotonou Toeschouwers: 15.000 Scheidsrechter: Bakary Gassama (GAM) |

|                                                   |                                |         |       |                                                                                        |
| 14 november 2021 «onderlinge duels» 14:00 (UTC+1) | Congo-Kinshasa                 | 2 – 0   | Benin | Stade des Martyrs, Kinshasa Toeschouwers: 500 Scheidsrechter: Eric Otogo-Castane (GAB) |
| 14 november 2021 «onderlinge duels» 14:00 (UTC+1) | Mbokani 10' (pen.) Malango 74' | Verslag |       | Stade des Martyrs, Kinshasa Toeschouwers: 500 Scheidsrechter: Eric Otogo-Castane (GAB) |

|                                                   |                                        |         |           |                                                                                            |
| 14 november 2021 «onderlinge duels» 16:00 (UTC+3) | Madagaskar                             | 1 – 1   | Tanzania  | Mahamasinastadion, Antananarivo Toeschouwers: 30.000 Scheidsrechter: Messie Nkounkou (CGO) |
| 14 november 2021 «onderlinge duels» 16:00 (UTC+3) | Abdallah 74' Razakanantenaina 27', 83' | Verslag | 25' Msuva | Mahamasinastadion, Antananarivo Toeschouwers: 30.000 Scheidsrechter: Messie Nkounkou (CGO) |

## Derde ronde
In de derde ronde werden de tien groepswinnaars van de tweede ronde verdeeld over vijf thuis- en uitwedstrijden, waarbij het laagst gerangschikte team op de FIFA-wereldranglijst (november 2021, positie tussen haakjes) de eerste wedstrijd thuis speelde. De loting werd op 22 januari 2022 om 16:00 (UTC+1) gehouden in Douala, Kameroen. De winnaars van deze wedstrijden kwalificeerden zich voor het WK 2022 in Qatar. De heenwedstrijden werden op 25 maart 2022 gespeeld en de terugwedstrijden werden op 29 maart 2022 gespeeld.

### Loting
| Pot 1                                                             | Pot 2                                                              |
| ----------------------------------------------------------------- | ------------------------------------------------------------------ |
| Senegal (20) Marokko (28) Tunesië (29) Algerije (32) Nigeria (36) | Egypte (45) Kameroen (50) Ghana (52) Mali (53) Congo-Kinshasa (64) |

### Schema
| Team 1         | Tot.               | Team 2   | 1e wedstr. | 2e wedstr.   |
| -------------- | ------------------ | -------- | ---------- | ------------ |
| Egypte         | 1 – 1 (1 – 3 pen.) | Senegal  | 1 – 0      | 0 – 1 (n.v.) |
| Kameroen       | 2 – 2 (u)          | Algerije | 0 – 1      | 2 – 1 (n.v.) |
| Ghana          | 1 – 1 (u)          | Nigeria  | 0 – 0      | 1 – 1        |
| Congo-Kinshasa | 2 – 5              | Marokko  | 1 – 1      | 1 – 4        |
| Mali           | 0 – 1              | Tunesië  | 0 – 1      | 0 – 0        |

### Wedstrijden
|                                                |                |         |         |                                                                                          |
| 25 maart 2022 «onderlinge duels» 21:30 (UTC+2) | Egypte         | 1 – 0   | Senegal | Cairostadion, Caïro Toeschouwers: 65.000 Scheidsrechter: Jean Jacques Ndala Ngambo (COD) |
| 25 maart 2022 «onderlinge duels» 21:30 (UTC+2) | Ciss 4' (e.d.) | Verslag |         | Cairostadion, Caïro Toeschouwers: 65.000 Scheidsrechter: Jean Jacques Ndala Ngambo (COD) |

|                                              |                                |              |                              |                                                                                         |
| 29 maart 2022 «onderlinge duels» 17:00 (UTC) | Senegal                        | 1 – 0 (n.v.) | Egypte                       | Stade Abdoulaye Wade, Dakar Toeschouwers: 45.000 Scheidsrechter: Mustapha Ghorbal (ALG) |
| 29 maart 2022 «onderlinge duels» 17:00 (UTC) | Dia 3'                         | Verslag      |                              | Stade Abdoulaye Wade, Dakar Toeschouwers: 45.000 Scheidsrechter: Mustapha Ghorbal (ALG) |
| 29 maart 2022 «onderlinge duels» 17:00 (UTC) | Strafschoppen                  |              |                              | Stade Abdoulaye Wade, Dakar Toeschouwers: 45.000 Scheidsrechter: Mustapha Ghorbal (ALG) |
| 29 maart 2022 «onderlinge duels» 17:00 (UTC) | Koulibaly Ciss Sarr Dieng Mané | 3 – 1        | Salah Sayed El Solia Mohamed | Stade Abdoulaye Wade, Dakar Toeschouwers: 45.000 Scheidsrechter: Mustapha Ghorbal (ALG) |

Totaalscore: 1 – 1. Senegal won de strafschoppen met 3 – 1 en kwalificeerde zich voor het WK 2022.
|                                                |          |         |             |                                                                               |
| 25 maart 2022 «onderlinge duels» 18:00 (UTC+1) | Kameroen | 0 – 1   | Algerije    | Japomastadion, Douala Toeschouwers: 50.000 Scheidsrechter: Joshua Bondo (BOT) |
| 25 maart 2022 «onderlinge duels» 18:00 (UTC+1) |          | Verslag | 40' Slimani | Japomastadion, Douala Toeschouwers: 50.000 Scheidsrechter: Joshua Bondo (BOT) |

|                                                |            |              |                                      |                                                                                          |
| 29 maart 2022 «onderlinge duels» 20:30 (UTC+1) | Algerije   | 1 – 2 (n.v.) | Kameroen                             | Mustapha Tchakerstadion, Blida Toeschouwers: 35.000 Scheidsrechter: Bakary Gassama (GAM) |
| 29 maart 2022 «onderlinge duels» 20:30 (UTC+1) | Touba 118' | Verslag      | 22' Choupo-Moting 120+4' Toko Ekambi | Mustapha Tchakerstadion, Blida Toeschouwers: 35.000 Scheidsrechter: Bakary Gassama (GAM) |

Totaalscore: 2 – 2. Kameroen won op uitdoelpunten en kwalificeerde zich voor het WK 2022.
|                                              |         |       |         |                                                                                    |
| 25 maart 2022 «onderlinge duels» 19:30 (UTC) | Ghana   | 0 – 0 | Nigeria | Baba Yarastadion, Kumasi Toeschouwers: 40.000 Scheidsrechter: Redouane Jiyed (MAR) |
| 25 maart 2022 «onderlinge duels» 19:30 (UTC) | Verslag |       |         | Baba Yarastadion, Kumasi Toeschouwers: 40.000 Scheidsrechter: Redouane Jiyed (MAR) |

|                                                |                         |         |            |                                                                            |
| 29 maart 2022 «onderlinge duels» 18:00 (UTC+1) | Nigeria                 | 1 – 1   | Ghana      | Abujastadion, Abuja Toeschouwers: 60.000 Scheidsrechter: Sadok Selmi (TUN) |
| 29 maart 2022 «onderlinge duels» 18:00 (UTC+1) | Troost-Ekong 22' (pen.) | Verslag | 10' Partey | Abujastadion, Abuja Toeschouwers: 60.000 Scheidsrechter: Sadok Selmi (TUN) |

Totaalscore: 1 – 1. Ghana won op uitdoelpunten en kwalificeerde zich voor het WK 2022.
|                                                |                            |         |                |                                                                                     |
| 25 maart 2022 «onderlinge duels» 16:00 (UTC+1) | Congo-Kinshasa             | 1 – 1   | Marokko        | Stade des Martyrs, Kinshasa Toeschouwers: 25.000 Scheidsrechter: Victor Gomes (RSA) |
| 25 maart 2022 «onderlinge duels» 16:00 (UTC+1) | Wissa 12' Muzinga 30', 85' | Verslag | 76' Tissoudali | Stade des Martyrs, Kinshasa Toeschouwers: 25.000 Scheidsrechter: Victor Gomes (RSA) |

|                                                |                                             |         |                |                                                                                                   |
| 29 maart 2022 «onderlinge duels» 20:30 (UTC+1) | Marokko                                     | 4 – 1   | Congo-Kinshasa | Stade Mohammed V, Casablanca Toeschouwers: 45.000 Scheidsrechter: Pacifique Ndabihawenimana (BDI) |
| 29 maart 2022 «onderlinge duels» 20:30 (UTC+1) | Ounahi 21', 54' Tissoudali 45+7' Hakimi 69' | Verslag | 77' Malango    | Stade Mohammed V, Casablanca Toeschouwers: 45.000 Scheidsrechter: Pacifique Ndabihawenimana (BDI) |

Marokko won met een totaalscore van 5 – 2 en kwalificeerde zich voor het WK 2022.
|                                              |             |         |                    |                                                                                           |
| 25 maart 2022 «onderlinge duels» 17:00 (UTC) | Mali        | 0 – 1   | Tunesië            | Stade du 26 Mars, Bamako Toeschouwers: 50.000 Scheidsrechter: Bamlak Tessema Weyesa (ETH) |
| 25 maart 2022 «onderlinge duels» 17:00 (UTC) | Sissako 40' | Verslag | 36' (e.d.) Sissako | Stade du 26 Mars, Bamako Toeschouwers: 50.000 Scheidsrechter: Bamlak Tessema Weyesa (ETH) |

|                                                |         |       |      |                                                                                                   |
| 29 maart 2022 «onderlinge duels» 20:30 (UTC+1) | Tunesië | 0 – 0 | Mali | Stade Olympique Hammadi Agrebi, Radès Toeschouwers: 50.000 Scheidsrechter: Maguette N'Diaye (SEN) |
| 29 maart 2022 «onderlinge duels» 20:30 (UTC+1) | Verslag |       |      | Stade Olympique Hammadi Agrebi, Radès Toeschouwers: 50.000 Scheidsrechter: Maguette N'Diaye (SEN) |

Tunesië won met een totaalscore van 1 – 0 en kwalificeerde zich voor het WK 2022.

## Doelpuntenmakers
8 doelpunten
- Islam Slimani

5 doelpunten
- Riyad Mahrez
- Ibrahima Koné
- Ayoub El Kaabi
- Victorien Adebayor
- Fashion Sakala

4 doelpunten
- Abdoul Tapsoba
- Dieumerci Mbokani
- Joseph Mendes
- Ryan Mmaee
- Peter Shalulile
- Victor Osimhen
- Famara Diédhiou
- Saimon Msuva

3 doelpunten
- Sofiane Feghouli
- Steve Mounié
- Issoufou Dayo
- Ben Malango
- André Ayew
- Thomas Partey
- Eric Maxim Choupo-Moting
- Karl Toko Ekambi
- Michael Olunga
- Fahad Bayo
- Meddie Kagere
- Sadio Mané
- Ismaïla Sarr
- Ramadan Agab
- Euloge Placca Fessou
- Wahbi Khazri

2 doelpunten
- Baghdad Bounedjah
- Zini
- Mohamed Konaté
- Isaac Ngoma
- Guy Mbenza
- Mohamed Magdy
- Mostafa Mohamed
- Saúl Coco
- Emilio Nsue
- Getaneh Kebede
- Jim Allevinah
- Pierre-Emerick Aubameyang
- Mohamed Bayo
- Piqueti
- Max Gradel
- Sébastien Haller
- Stopira
- Júlio Tavares
- Vincent Aboubakar
- Christian Bassogog
- Michael Ngadeu-Ngadjui
- Peter Wilson
- Sanad Al Warfali
- Njiva Rakotoharimalala
- Kalifa Coulibaly
- Adama Traoré
- Selim Amallah
- Achraf Hakimi
- Imran Louza
- Azzedine Ounahi
- Tarik Tissoudali
- Geny Catamo
- Issa Djibrilla
- Daniel Sosah
- Mohamed Wonkoye
- Kelechi Iheanacho
- Muhadjiri Hakizimana
- Yannick Mukunzi
- Jacques Tuyisenge
- Boulaye Dia
- Mohamed Abdel Rahman
- Ellyes Skhiri
- Teboho Mokoena

1 doelpunt
- Youcef Belaïli
- Ismaël Bennacer
- Saïd Benrahma
- Ramy Bensebaini
- Aïssa Mandi
- Ahmed Touba
- Ramiz Zerrouki
- Fábio Abreu
- Jonathan Buatu
- Hélder Costa
- Wilson Gaspar
- Geraldo
- M'Bala Nzola
- Ary Papel
- Jordan Adéoti
- Jodel Dossou
- Issa Kaboré
- Zakaria Sanogo
- Lassina Traoré
- Fiston Abdul Razak
- Cédric Amissi
- Karl Namnganda
- Tresór Toropité
- Ibroihim Djoudja
- Silvère Ganvoula M'boussy
- Chadrac Akolo
- Nathan Fasika
- Gaël Kakuta
- Yoane Wissa
- Youssouf Abdi Ahmed
- Hamza Abdi Idleh
- Anas Farah Ali
- Warsama Hassan
- Yabe Siad Isman
- Mahdi Houssein Mahabeh
- Ahmed Abou El Fotouh
- Mohamed Elneny
- Omar Marmoush
- Ramadan Sobhi
- Akram Tawfik
- Federico Bikoro
- Pablo Ganet
- Luis Meseguer
- Iban Salvador
- Ali Sulieman
- Abubeker Nassir
- Aschalew Tamene
- André Biyogo Poko
- Axel Méyé
- Alex Moucketou-Moussounda
- Assan Ceesay
- Mohammed Kudus
- Mubarak Wakaso
- François Kamano
- Mamadou Kané
- José Kanté
- Mama Baldé
- Frédéric Mendy
- Jérémie Boga
- Maxwel Cornet
- Franck Kessié
- Nicolas Pépé
- Ibrahim Sangaré
- Jean Michaël Seri
- Ryan Mendes
- Jamiro Monteiro
- Garry Rodrigues
- Dylan Tavares
- Nicolas Ngamaleu
- André-Frank Zambo Anguissa
- Richard Odada
- Tsepo Seturumane
- Van-Dave Harmon
- Sam Johnson
- Marcus Macauley
- Mohammed Sangare
- Kpah Sherman
- Terrence Tisdell
- Omar Al Khouja
- Ali Salama
- Hakim Abdallah
- Thomas Fontaine
- Richard Mbulu
- Khuda Muyaba
- Gerald Phiri
- Moussa Djenepo
- Moussa Doumbia
- Nayef Aguerd
- Aymen Barkok
- Sofiane Boufal
- Ilias Chair
- Munir El Haddadi
- Aboubakar Kamara
- Mamadou Niass
- Clésio
- Telinho
- Charles Hambira
- Absalom Iimbondi
- Joslin Kamatuka
- Elmo Kambindu
- Youssouf Oumarou
- Amadou Sabo
- Leon Balogun
- Ahmed Musa
- William Troost-Ekong
- Djihad Bizimana
- Olivier Niyonzima
- Abdul Rwatubyaye
- Iniesta
- Keita Baldé
- Abdou Diallo
- Habib Diallo
- Idrissa Gueye
- Kei Kamara
- Kwame Quee
- Ahmed Al-Tash
- Amir Kamal
- Seif Teiri
- Omar Mohamed
- Anwar Shakunda
- Siboniso Mamba
- Novatus Dismas
- Erasto Nyoni
- Faisal Salum
- Mbwana Samatta
- Kévin Denkey
- Kodjo Fo-Doh Laba
- Gilles Sunu
- Ezechiel N'Douassel
- Dylan Bronn
- Mohamed Dräger
- Seifeddine Jaziri
- Aïssa Laïdouni
- Ali Maâloul
- Anis Ben Slimane
- Patson Daka
- Prince Mumba
- Enock Mwepu
- Khama Billiat
- Kudakwashe Mahachi
- Marshall Munetsi
- Admiral Muskwe
- Knowledge Musona
- Bongokuhle Hlongwane
- Evidence Makgopa
- Mothobi Mvala

1 eigen doelpunt
- Kassim M'Dahoma (tegen Togo)
- Niko Kata (tegen Zuid-Soedan)
- Esey Tesfay (tegen Namibië)
- Getaneh Kebede (tegen Zuid-Afrika)
- Johann Obiang (tegen Egypte)
- Kenny Rocha Santos (tegen Nigeria)
- Nkau Lerotholi (tegen Ethiopië)
- Limbikani Mzava (tegen Mozambique)
- Moussa Sissako (tegen Tunesië)
- Charles Hambira (tegen Congo-Brazzaville)
- Youssouf Oumarou (tegen Algerije)
- Zakariya Souleymane (tegen Algerije)
- Saliou Ciss (tegen Egypte)
- Pape Abou Cissé (tegen Togo)
- Abuaagla Abdalla (tegen Marokko)
- Alaixys Romao (tegen Congo-Brazzaville)